# Nacjonalizm ukraiński

Flaga OUN-B i UPA, używana obecnie jako flaga nacjonalistów ukraińskich

Nacjonalizm ukraiński (również ukraiński ruch narodowy) – ukraiński nurt myśli politycznej i związany z nim ruch polityczny, powstały w pierwszej połowie XIX wieku.
Jego celem było utworzenie niepodległego i zjednoczonego (z części ziem należących do Czechosłowacji, Polski, Rumunii i ZSRR, a wcześniej do Austro-Węgier i Rosji) państwa ukraińskiego (ukr. Українська Самостійна Соборна Держава). Ukraiński ruch narodowy w okresie tworzenia toczył zażartą walkę z ruchem moskalofilskim.
Jednym ze skutków działań nacjonalistów ukraińskich było ludobójstwo polskiej ludności cywilnej na Wołyniu i w Małopolsce Wschodniej. Innym – po zakończeniu II wojny światowej – był opór przeciw sowietyzacji zachodniej Ukrainy (ostatnie grupy nacjonalistów ukraińskich walczyły przeciw ZSRR do lat 60. XX wieku).
Nacjonalizm ukraiński w latach 30. XX w. wykazywał wiele cech charakterystycznych dla faszyzmu i nacjonalizmu integralnego, określanego w ukraińskiej literaturze nacjonalistycznej mianem „czynnego nacjonalizmu”, jako przeciwstawienie do tradycyjnych nacjonalizmów europejskich. Jego głównym reprezentantem w XX w. była Organizacja Ukraińskich Nacjonalistów, powstała w 1929 roku w Wiedniu z połączenia kilku mniejszych organizacji, przede wszystkim Ukraińskiej Organizacji Wojskowej, utworzonej w 1920 roku.

## Narodziny nacjonalizmu ukraińskiego
Amerykański historyk John Armstrong uważa, że pierwszych śladów tworzenia się ideologii ukraińskiego nacjonalizmu należy się doszukiwać w twórczości pisarzy ukraińskich: Tarasa Szewczenki, Iwana Franki, Mykoły Kostomarowa oraz w szczególności historyka Mychajła Hruszewskiego, który być może bardziej niż ktokolwiek inny zasługuje na tytuł ojca ukraińskiego nacjonalizmu. Autor ten wskazuje, iż inspiracją dla początków tej ideologii mógł być również dziewiętnastowieczny nacjonalizm niemiecki, a także działalność ludności polskiej w Galicji. Tezę o dziewiętnastowiecznych korzeniach nacjonalizmu ukraińskiego podziela historyk ukraiński, Jarosław Hrycak, który za obszar jego formowania się uważa austriacką Galicję. Jego zdaniem podstawową inspiracją dla rozwoju ruchu narodowego Ukraińców stanowiło przekonanie o związku Ukrainy z Europą Zachodnią oraz naśladownictwo polskiego nacjonalizmu.
Pierwszym przedstawicielem nowoczesnego nacjonalizmu był Mykoła Michnowski, który przed I wojną światową postulował powstanie niepodległego państwa ukraińskiego. Sformułował on hasło: „Ukraina dla Ukraińców”.
Rozwój ukraińskiego ruchu nacjonalistycznego zintensyfikował się po przegranej wojnie z Polską w latach 1918–1919. Część oficerów Ukraińskiej Armii Halickiej (UHA) nie pogodziła się z przegraną. Niezadowoleni wyemigrowali do Europy Zachodniej, głównie do Czechosłowacji, i tam powołali do życia terrorystyczną i sabotażową Ukraińską Organizację Wojskową (UWO). Najważniejszą rolę w utworzeniu UWO odegrał płk UHA Jewhen Konowalec.
Większość kierowniczej kadry UWO stanowili wojskowi – kombatanci wojny polsko-ukraińskiej, która zakończyła się militarną klęską Zachodnioukraińskiej Republiki Ludowej (ZURL) i jej likwidacją. Działacze i wojskowi ZURL byli nastawieni antypolsko. Po przegranej wojnie z Polską o Lwów i Galicję Wschodnią wszystkie środowiska związane z ZURL aż do 1923 r. odmawiały przyjęcia tego faktu do wiadomości i robiły wszystko, aby jak najmocniej zdestabilizować sytuację na tym obszarze. Obywatele II RP narodowości ukraińskiej zbojkotowali Pierwszy Powszechny Spis Ludności w 1921 r., pobór do Wojska Polskiego i wybory parlamentarne w 1922 r.
UWO została powołana w sierpniu 1920 roku, w kulminacyjnym punkcie wojny polsko-bolszewickiej. Program UWO sprowadzał się do trzech podstawowych haseł:
- narodowa tożsamość ludu (narodu) ukraińskiego może się wyrazić tylko w niepodległym państwie;
- suwerenność może być zdobyta tylko środkami rewolucyjnymi;
- w walce trzeba opierać się na własnych siłach[7].

Ukraińska Organizacja Wojskowa w roku 1929 weszła formalnie w skład Organizacji Ukraińskich Nacjonalistów (OUN), jednak do 1933 roku działała jako zakonspirowany i niezależny Referat Bojowy. Dopiero w tym roku Stepan Bandera, jako nowy przewodniczący Egzekutywy Krajowej OUN, zintegrował Referat Bojowy z resztą organizacji.
Historyk Roman Wysocki jako autorów mających wpływ na uformowanie się nacjonalizmu ukraińskiego wskazuje: Stepana Rudnyćkiego, w którego pracach pojawiała się nowa definicja nacjonalizmu i który wykazywał jego wyższość nad „ideami uniwersalnymi”, oraz Wołodymyra Starosolśkiego i Julijana Ochrymowycza. Kolejnym autorem, który przyczynił się do rozwoju nacjonalizmu ukraińskiego był pisarz Wjaczesław Łypynski. Opublikował on cykl Listów do braci-chliborobów, w których wyróżniał jako dopełniające się formacje naród, państwo i społeczeństwo. Przy czym to państwo miało być czynnikiem kreującym naród. Za klęskę narodową Ukraińców uważał fakt, że w pierwszej próbie wywalczenie niepodległej państwowości ponieśli oni porażkę; równocześnie podkreślał, że zdolną do zwycięstwa w tej walce jest jedynie zdeterminowana elita, a nie całe społeczeństwo. Twierdził również, że przy budowie państwowości należy liczyć wyłącznie na własne siły. Poglądy Łypynśkiego znajdowały wielu zwolenników w tworzących się kręgach nacjonalistycznych, chociaż sam autor nie uważał się za przedstawiciela tego kierunku myślowego.
W dalszym kształtowaniu się ideologii nacjonalistycznej istotną rolę odegrały czasopisma: Literaturno-Naukowyj Wistnyk, reaktywowany przez UWO w 1921 roku i kontrolowany przez tę organizację do 1933 roku oraz Zahrawa, wydawana we Lwowie w latach 1923–1924. Zahrawa grupowała nacjonalistów o różnych założeniach programowych. Publikowali w niej: Dmytro Doncow, Dmytro Palijiw, Iwan Kuźmowycz, Wasyl Kuczabskyj, Mychajło Matczak i Ostap Koberskyj. Twórcy „Zahrawy” przyczynili się następnie do powstania Ukraińskiej Partii Pracy Narodowej (UPNR), powołanej 20 kwietnia 1924 roku. W swojej deklaracji ideowej partia głosiła konieczność odtworzenia „narodowo-kulturalnego typu odrębności narodu ukraińskiego” i wyznaczenia jego roli w Europie. Program UPNR zakładał również orientację na chłopów, jako największą liczebnie warstwę społeczną w narodzie ukraińskim, podkreślając równolegle przyszłą rolę robotników. Podkreślał przy tym rolę gospodarki wolnorynkowej, poszanowania tradycji i wolności religijnej. Stale zaznaczany był przy tym nadrzędny interes narodowy.

## Cechy charakterystyczne dla ideologii nacjonalizmu ukraińskiego

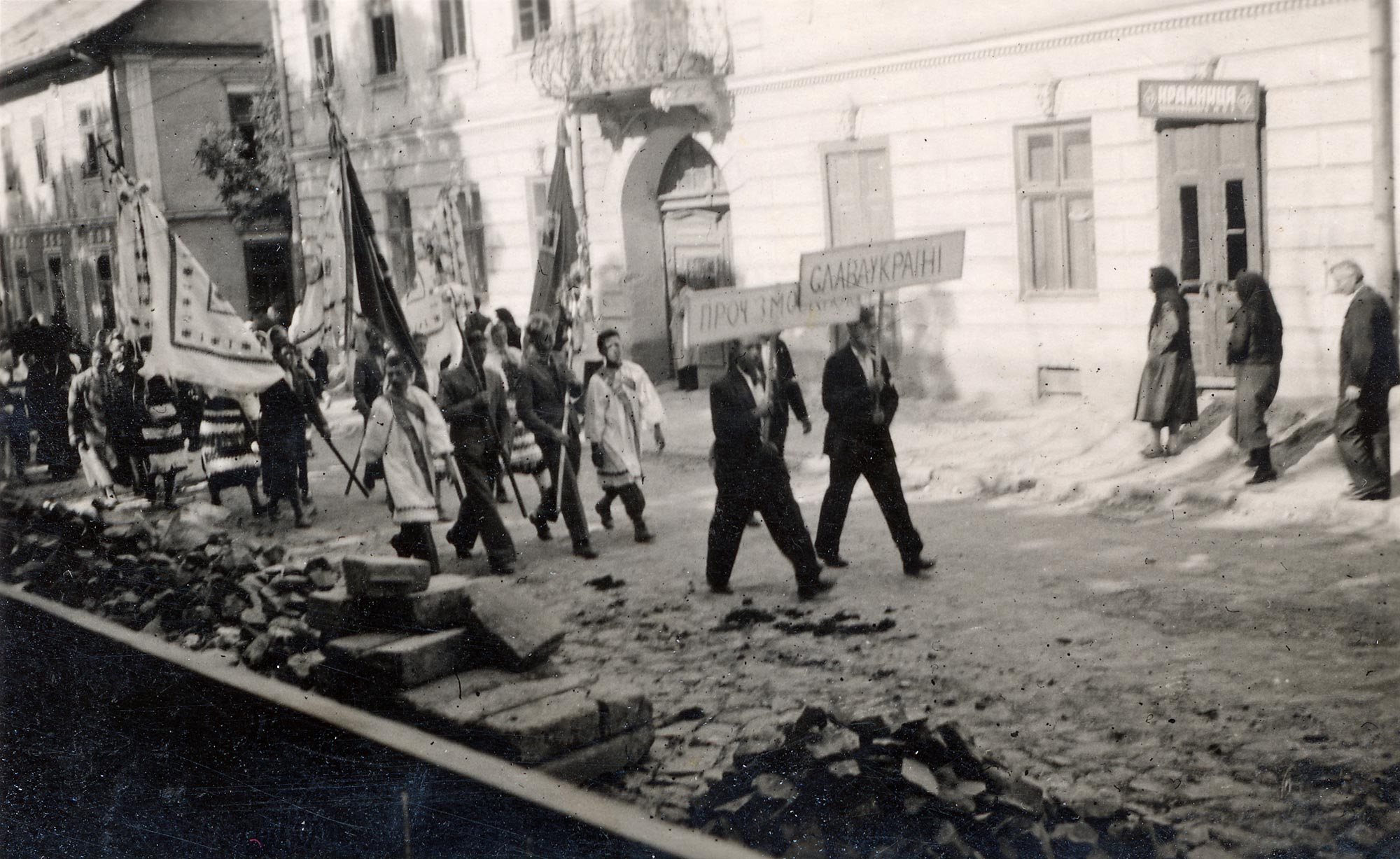
Niepodległościowa i antysowiecka demonstracja nacjonalistów ukraińskich w 1941 r. w nieznanym mieście

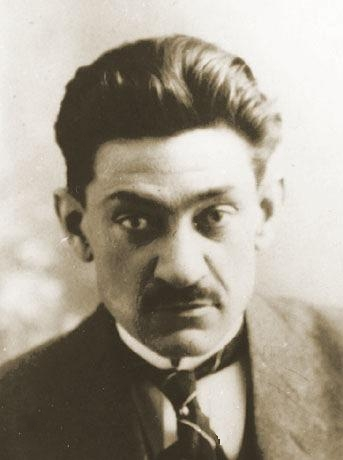
Dmytro Doncow

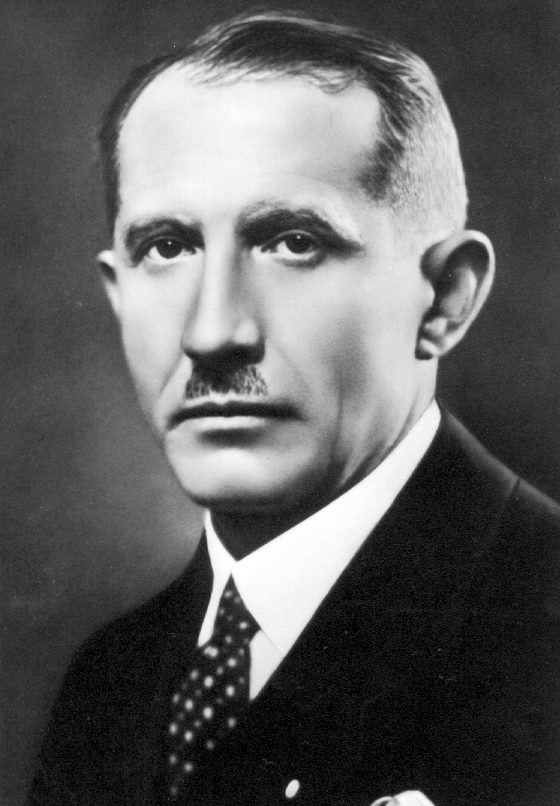
Jewhen Konowalec

Godło OUN, a od 1940 OUN-M

Flaga OUN, a od 1940 OUN-M

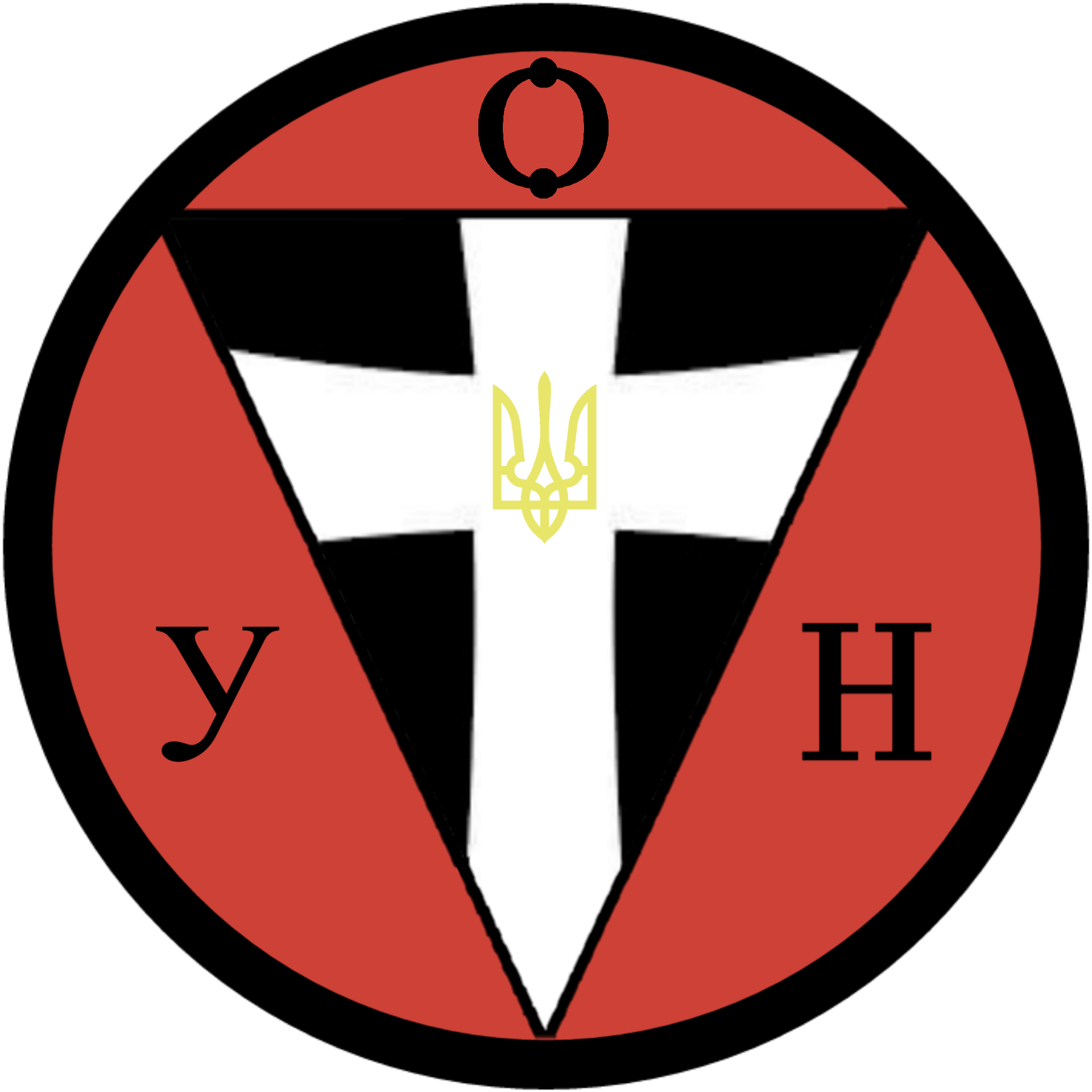
Godło OUN-B

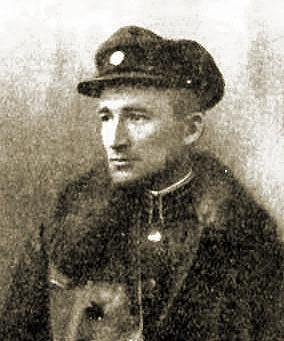
Andrij Melnyk

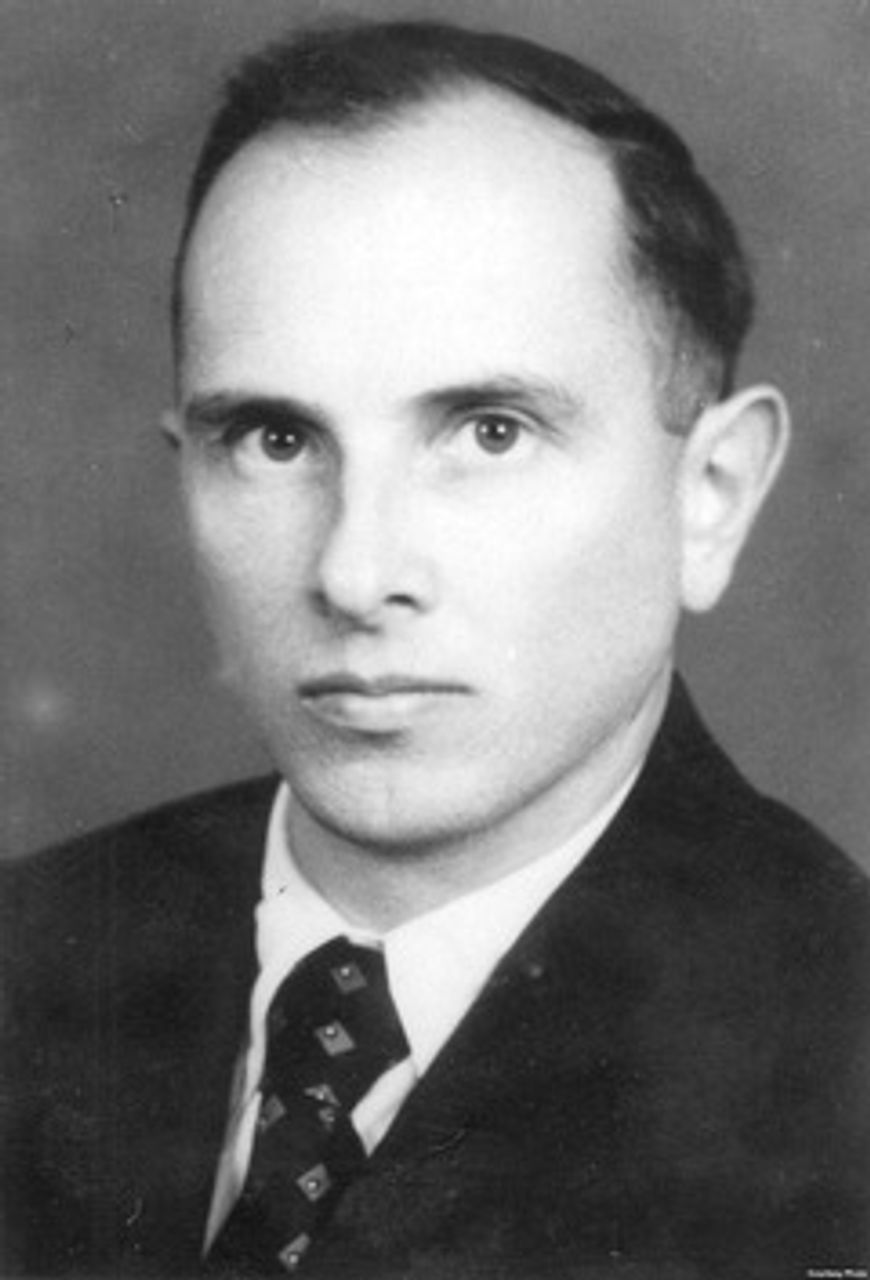
Stepan Bandera

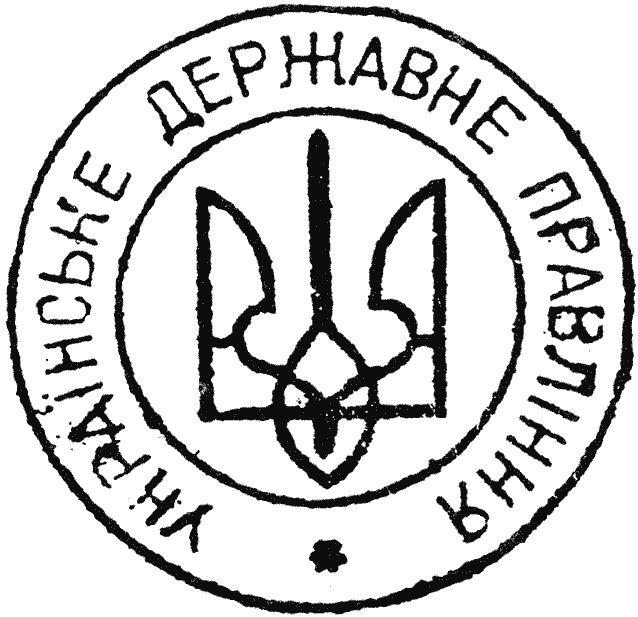
Pieczęć Krajowego Rządu Zachodnich Obwodów Ukrainy

### Walka o „Wielką Ukrainę”
W połowie XIX wieku szerszego znaczenia nabiera wpływ Naddnieprza na Galicję Wschodnią. Pierwszym zwolennikiem połączenia był Pantelejmon Kulisz, członek Bractwa Cyryla i Metodego. Prześladowany przez władze rosyjskie, przeniósł się do Lwowa w 1891 roku. Kolejnymi byli Mychajło Drahomanow i Mychajło Hruszewski. Na początku XX wieku działali we Lwowie kolejni zwolennicy połączenia obu ziem – Dmytro Antonowycz, Wołodymyr Wynnyczenko, M. Mełenewśkyj, Symon Petlura. Przedstawiciele „Wielkiej Ukrainy” rozpoczęli również działalność w galicyjskim ruchu spółdzielczym (Wasyl Domanyćkyj, Andrij Żuk) i studenckim (Mykoła Zalizniak). Działania tych, jak i wielu innych osób, oddziaływały na rozwój poczucia narodowego Ukraińców galicyjskich. Po wykształceniu się bloków polityczno-militarnych (Ententa i Państwa centralne) w pierwszej dekadzie XX wieku, Galicja została uznana przez nacjonalistów ukraińskich za „Piemont Ukrainy”, a państwa centralne za siłę, przy pomocy której oderwie się Ukrainę Naddnieprzańską od Rosji i połączy z Galicją, tworząc niepodległe państwo ukraińskie.
W ideologii nacjonalistów ukraińskich najwyższą, absolutną wartością jest naród, a najważniejszym celem – zdobycie niezależnego państwa i to za każdą cenę. W wydanej we Lwowie w 1929 broszurze Польське повстання 1863 р. działacz UWO i OUN Mychajło Kołodzinskyj pisał:
Na przykładzie polskich powstańców widzieliśmy, że ludzie, którzy chcieli zdobyć wolność dla swojego narodu, nie przebierali w środkach dla jej osiągnięcia. Dlaczego i my nie mielibyśmy pójść drogami wytyczonymi przez historię? Trzeba krwi, dajmy morze krwi, trzeba terroru, wprowadzimy piekielny, trzeba ofiarować dobra materialne, nie zostawimy sobie niczego. Mając na celu wolne państwo ukraińskie, idźmy doń wszystkimi środkami i wszystkimi drogami. Nie wstydźmy się mordów, grabieży i podpaleń. W walce nie ma etyki. Etyka na wojnie to pozostałości niewolnictwa narzuconego przez zwycięzców – zwyciężonym. Nie dbajmy o dobre imię i opinię w świecie, bo choćbyśmy byli nie wiadomo jak ideowymi w swojej walce, wszyscy nazywać nas będą bandytami. Każda droga, która prowadzi do naszego najwyższego celu, bez względu na to, czy przez innych nazywana jest heroizmem czy podłością, jest naszą drogą.
John Armstrong uważa, że ukraiński nacjonalizm czerpał po części wzorce z organizacji rewolucyjnych Rosji carskiej, w tym z ruchów nastawionych na terror indywidualny, jak Narodnaja Wola (obrazują to lata 20. i 30. XX wieku – okres wzmożonych zamachów na polskich i radzieckich polityków i urzędników). Od bolszewików przejął natomiast metody ucisku politycznego.

### Antyrosyjskość i antyradzieckość
Według Dmytro Doncowa (twórcy ukraińskiej koncepcji nacjonalizmu, przyjętej w latach 30. XX wieku przez Organizację Ukraińskich Nacjonalistów (OUN) za podstawę ideologiczną działalności politycznej) głównym wrogiem Ukrainy miała być Rosja, niezależnie od jej formy ustrojowej, kraj o skrajnie odmiennej od Europy cywilizacji. Doncow przypisywał Ukrainie rolę obrońcy Europy przed Rosją i jej nieuchronnym imperializmem, powracającym pod różną nazwą i w różnej postaci (stawiał carat na tej samej płaszczyźnie, co bolszewizm). W odczycie wygłoszonym we Lwowie na II Wszechukraińskim Zjeździe Studentów w lipcu 1913 roku Doncow zaprezentował zarys programu opartego na zwróceniu się ku Europie Zachodniej i zerwaniu związków z Rosją, którą uznał za jednoznacznie nieprzychylną niepodległości Ukrainy. Pogląd ten rozwijał w wydanej w 1921 roku w Wiedniu pracy Podstawy naszej polityki. Doncow przedstawił w niej propozycję polsko–ukraińskiej wspólnoty interesów, skierowanej przeciwko Rosji i gotów był nawet do rezygnacji z ubiegania się o włączenie Galicji i Wołynia w skład przyszłego państwa ukraińskiego, uznając, iż niepodległość jest ważniejsza niż zjednoczenie („sobornost”) wszystkich ziem ukraińskich.

Zdaniem Tomasza Stryjka: 

Ośrodek niepodległości Ukrainy Doncow zawsze wiązał z Naddnieprzem i tradycją Rusi Kijowskiej oraz państwa kozackiego, nigdy zaś z peryferyjnymi obszarami Rusi Halickiej i Włodzimierskiej, których terytoria w okresie międzywojennym należały do Polski. W latach trzydziestych stawka na Niemcy, jednoznacznie występująca w formułowanych przez Doncowa analizach sytuacji międzynarodowej, naturalnie prowadziła do porzucenia przez niego orientacji na Polskę, przyczyną tej zmiany były jednak przede wszystkim względy praktyczne, nie zaś uczucie nienawiści do narodu polskiego.

 Dlatego też w roku 1920 Doncow poparł sojusz polsko-ukraiński, zawarty pomiędzy Józefem Piłsudskim a Symonem Petlurą wbrew stanowisku „haliczan”.
Doncow zapowiadał zmierzch idei, „którym cześć oddawał wiek XIX”, i proponował nowe, oparte na bezwzględnym poświęceniu organizacji i „żelaznej sile entuzjazmu”. Podkreślał, że taka postawa grupy niezłomnych jednostek wystarczy, by zdobyć niepodległe państwo, zaś w przypadku braku podjęcia stosownych działań Ukraina nigdy się nie odrodzi – zgodnie z doktryną walki narodów jej miejsce zajmie ktoś inny. Dlatego w ideologii nacjonalizmu ukraińskiego ważną rolę odgrywało promowanie odpowiednich wzorców osobowych – głównie postaci związanych z ruchem kozackim, walczących w XVII i XVIII w. z Moskwą i Polską, np. Bohdana Chmielnickiego, Iwana Mazepy, Iwana Gonty i Maksyma Żeleźniaka.

### „Rewolucja narodowa” jako droga do niepodległości
Punkt 2 uchwały I Kongresu Ukraińskich Nacjonalistów (Wiedeń, 1929 r.) głosił:
Całkowite usunięcie wszystkich okupantów („zajmańców”) z ziem ukraińskich, co nastąpi w toku rewolucji narodowej i otworzy możliwości rozwoju narodu ukraińskiego (Nacji Ukraińskiej), zabezpieczy tylko system własnych militarnych sił i celowa polityka sojusznicza.
 Główną rolę w „rewolucji narodowej”, która miała przynieść niepodległość, mieli odegrać ukraińscy chłopi. Do nich przede wszystkim nacjonaliści kierowali swoją propagandę.
Czasopismo Prowodu Ukraińskich Nacjonalistów Rozbudowa nacji z listopada-grudnia 1930 roku zapowiadała krwawy przebieg „rewolucji narodowej”:
Kiedy nadejdzie ten nowy, wielki dzień, będziemy bez litości. Nie będzie żadnego zawieszenia broni, nie powtórzy się ani perejasławska, ani hadziacka umowa – przyjdzie nowy Żeleźniak, nowy Gonta. Nie będzie miłosierdzia ani dla wielkiego, ani dla małego, a poeta zaśpiewa: „I zarżnął ojciec syna”. (…) Tylko w morzu krwi, tylko bezwzględnością, tylko w jednym żelaznym szeregu i z jednym wodzem wywalczymy sobie prawa człowieka.

### Antydemokratyzm i elitaryzm
Z czasem poglądy Dmytro Doncowa uległy radykalizacji i coraz silniej akcentowany był elitaryzm, głoszący, że władzę w państwie powinna przejąć narodowa dyktatura. Była to podstawowa zasada nacjonalizmu integralnego zwana przez Doncowa „czynnym nacjonalizmem”. Uchwała I Kongresu Ukraińskich Nacjonalistów głosiła:
W czasie walk wyzwoleńczych tylko narodowa dyktatura, która ukształtuje się w toku rewolucji narodowej, będzie mogła zabezpieczyć siłę wewnętrzną nacji ukraińskiej oraz jej odporność na zewnątrz.

### Elementy faszyzmu
Uchwała II Zboru Organizacji Ukraińskich Nacjonalistów, który miał miejsce w Rzymie w sierpniu 1939 roku, wskazywała, że na czele państwa powinien stać Wódz, wsparty ponadpartyjną (nie dopuszczającą do powstania jakiejkolwiek partii politycznej), hegemoniczną Organizacją Ukraińskich Nacjonalistów.

Przewodniczący Przywództwa Ukraińskich Nacjonalistów, jako przywódca i reprezentant walk wyzwoleńczych narodu ukraińskiego (Nacji Ukraińskiej) jest jego Wodzem. Za swą działalność i decyzje Przewodniczący PUN odpowiada przed Bogiem, Narodem i przed własnym sumieniem”. (…) Na czele państwa stanie powołany przez zorganizowaną wolę narodu Przewodniczący Państwa – Wódz Narodu. (…) istnienie partii politycznych zakazane będzie w drodze ustawy. Jedyną formą politycznej organizacji społeczeństwa będzie OUN (…). Organizacyjne przywitanie ma formę podniesienia wyprostowanej prawej ręki w prawo-skos wyżej czubka głowy. Obowiązujące słowa przywitania: Sława Ukrainie – odpowiedź: Bohaterom sława.
John Armstrong podkreśla, że mimo zaznaczania roli przywództwa w ruchu, OUN nie zrezygnowała z procedur demokratycznych, takich jak głosowania, zjazdy i wybór zarządu w drodze głosowania delegatów.

### Darwinizm społeczny Dmytro Doncowa
Dmytro Doncow w swojej doktrynie uznawał poszczególne „nacje” (narody) za odrębne gatunki, co zgodnie z darwinizmem społecznym powodowało przyjęcie poglądu, że „nacje (narody) pozostają ze sobą w permanentnej wrogości, w stanie ciągłych wojen o byt i przestrzeń”. W wydanej w 1926 roku książce „Nacionalizm” Doncow odwoływał się wprost do teorii Karola Darwina: 
Kto wyobraża sobie narodowości jako odrębne gatunki, które, jak i w świecie organicznym zdane są na wieczną konkurencję między sobą – ten jasno widzi, że nawet dwie spośród nich nie zmieszczą się na jednym skrawku ziemi pod słońcem (…). Teoria Darwina tłumaczy postęp zwycięstwem silniejszego nad słabszym w ciągłej walce o istnienie.
Określenie „rasa” czy „nacja” (naród) w pismach Doncowa jest jednak tożsame z definicją Ludwika Gumplowicza, tzn. jest określeniem socjologicznym, nie zaś definicją rasistowską, zgodnie z tezami Houstona Chamberlaina. Stąd określanie Doncowa jako „rasisty” jest nadużyciem semantycznym.

### Ekspansjonizm
Z darwinizmem społecznym wiąże się ekspansjonizm terytorialny, który miał być dowodem żywotności narodu i jego zdolności do przetrwania. Nacjonaliści ukraińscy nie definiowali granic planowanej ekspansji, która miała być logicznym wynikiem ich siły narodowej. Był to maksymalny cel strategiczny tego ruchu; znalazł swoje odzwierciedlenie w Uchwale I Kongresu Nacjonalistów Ukraińskich (pkt 7):
(…) Na drodze do własnego samourzeczywistnienia w formie największej intensywności znaczenia historycznego, nacja zwiększa liczebnie swe siły biofizyczne na jednocześnie poszerzanej bazie terytorialnej (…). Nacja znajduje się stale w stanie własnego rozrostu.

### Ustrój gospodarczy
Ustrój miał być oparty na własności prywatnej (choć przewidywano ograniczenie prawa obrotu ziemią i dopuszczano nacjonalizację niektórych zakładów). Nacjonaliści postrzegali przyszłe państwo jako tradycyjne społeczeństwo agrarne, w którym problemy społeczne rozwiąże reforma rolna, tworząca silny stan chłopski. Poglądy nacjonalistów na sprawy gospodarcze z czasem jednak ewoluowały.

### Różne spojrzenia na nacjonalizm ukraiński
Zdaniem Jarosława Hrycaka, nacjonaliści ukraińscy za winnych porażki po I wojnie uznali także starsze pokolenie ukraińskich działaczy niepodległościowych. Sądzili, że starsi działali za miękko, byli zbyt liberalni, nie potrafili skorzystać z energii, jakie niosą w sobie wielkie powstania chłopskie.

Ideologia i praktyka ukraińskiego nacjonalizmu lat 30. przypomina nazizm, a przede wszystkim włoski faszyzm, ALE NIE MOŻNA PRZEOCZYĆ JEGO SPECYFICZNYCH UKRAIŃSKICH KORZENI. Przed I wojną światową ukraiński nacjonalizm w zaborze austriackim nie był zbyt ksenofobiczny ani agresywny. Był antypolski, co zrozumiałe, ale nie antysemicki. Był to nacjonalizm legalny, działający w ramach prawa, metodami politycznymi. Bandera uznał, że z powodu zbyt łagodnych metod Ukraińcom po I wojnie światowej nie udało się zbudować własnego państwa.

Tego zdania nie podziela ukraiński historyk Heorhij Kasjanow, który pisał: Ukraiński radykalny nacjonalizm miał wyraźne rysy totalitarnego, antydemokratycznego i antykomunistycznego ruchu rewolucyjnego. Interes narodu przeważał w nim nad interesem jednostki. Inny ukraiński historyk, Iwan Łysiak-Rudnyćkyj, uważał, że OUN należy porównywać nie z faszyzmem czy nazizmem, a z ugrupowaniami narodowo-radykalnymi, takimi jak chorwaccy Ustasze, rumuńska Żelazna Gwardia, voldemarasowcy na Litwie, strzałokrzyżowcy na Węgrzech, czy radykalna grup młodych (Obóz Wielkiej Polski, ONR) wewnątrz Narodowej Demokracji w Polsce. Analogiczne stanowisko zajmował Ryszard Torzecki, dodając do tej listy terrorystów macedońskich oraz nacjonalistów baskijskich (ETA) i irlandzkich (Sinn Féin i IRA). Autor syntezy dziejów Polski, Hans Roos, również porównuje OUN do irlandzkiego Sinn Féin.
Wiktor Poliszczuk uważał ukraiński nacjonalizm integralny za doktrynę, stanowiącą nurt równoległy do faszystowskiego i nazistowskiego, choć nie pozbawiony również wpływów bolszewizmu. Koncepcje polityczne Doncowa zostały przez Poliszczuka przedstawione jako idące o wiele dalej w stosowaniu zasad darwinizmu społecznego niż Mussolini i Hitler. Podobny pogląd prezentuje Jacek Bartyzel podkreślający w ukraińskim nacjonalizmie „przykład wyjątkowo otwartego (bardziej nawet niż w hitleryzmie) głoszenia nienawiści do obcych nacji”. Także Czesław Partacz przytacza termin nazizm na określenie nacjonalizmu ukraińskiego.
Tezy Wiktora Poliszczuka spotkały się z krytyką m.in. Tomasza Stryjka, który uważa spojrzenie Poliszczuka za uproszczone. Zwraca on przede wszystkim uwagę, że idee głoszone przez Doncowa uległy w okresie 70 lat jego twórczego życia kilkakrotnej zasadniczej metamorfozie. Rdzeniem jego ideologii w tym okresie wydaje się być biologistyczne rozumienie narodu jako gatunku występującego w porządku natury i wyposażenie go w przymioty „siły” i „ekspansji”, dochodzące do praktycznego znaczenia w zależności od wpływu „woli” – zasadniczej siły motorycznej historii. Trwanie i rozwój narodów miały – jego zdaniem – zależeć przede wszystkim od realizacji przez nie pewnego „ideału” historycznego, w przypadku Ukrainy była nim misja obrony cywilizacji zachodniej przez niszczącym wpływem barbarzyństwa uosabianego przez „ducha” rosyjskiego. Opozycja: „Rosja” i „Europa” i – w związku z nią – dążenie do przemiany świadomości społecznej w kierunku definitywnego wyodrębnienia narodu ukraińskiego spod wpływu Rosji stało się zasadniczym celem publicystyki Doncowa we wszystkich okresach jego twórczości.
W wielu dokumentach II Oddziału Sztabu Głównego Wojska Polskiego i Ministerstwa Spraw Wewnętrznych okresu II Rzeczypospolitej przytacza się również porównania do terrorystów macedońskich, chorwackich i nacjonalistów irlandzkich (Sinn Féin i IRA).
Zdaniem Romana Wysockiego:

Dokonywanie porównań jest konieczne dla ukazania działalności OUN w kontekście szerszym. Jednak widzenie – co niestety ma miejsce – w którymś z wymienionych ruchów odpowiedników, a nie tylko pewnych analogii, trudno uznać za poprawne.

## Ewolucja ukraińskiego nacjonalizmu
Dmytro Doncow, pisząc Nacjonalizm, opierał się raczej na koncepcjach niemieckich (czytał Fichtego i Herdera); nie jest wiadome, czy znał prace Maurras’a czy D’Annunzio. Stąd Armstrong określa jego nacjonalizm jako zestawienie „fanatycznego romantyzmu” z wpływem tradycji politycznej regionu (podziemne radykalne organizacje, nieufność, a nawet wrogość wobec demokracji parlamentarnej).
Ideologia OUN stanowi rzadko spotykany przypadek ewolucji programowej od faszyzmu do swego rodzaju socjaldemokracji. Dynamika tej przemiany, która dokonała się w ciągu zaledwie kilku lat, sprawiła, że transformacja ukraińskiego nacjonalizmu często uważana jest jako posunięcie taktyczne, kamuflowanie rzeczywistej natury. OUN Bandery, decydując się (po uprzedniej współpracy) na walkę z Trzecią Rzeszą, musiała zdystansować się od nazizmu. Aby zyskać sojuszników w demokratycznych państwach Zachodu, musiała wprowadzić do swojego programu elementy demokratyczne. Z drugiej strony, aby zyskać poparcie wschodniej części Ukrainy, należało zradykalizować program społeczny.

## Przedstawiciele
- Dmytro Doncow – twórca podstaw teoretycznych ukraińskiego nacjonalizmu,
- Mykoła Michnowski – autor manifestu ukraińskiego ruchu nacjonalistycznego,
- Mykoła Sciborski – teoretyk ukraińskiego nacjonalizmu, jeden z założycieli Legii Ukraińskich Nacjonalistów i Organizacji Ukraińskich Nacjonalistów
- Jewhen Konowalec – przywódca Ukraińskiej Organizacji Wojskowej (UWO), Główny Prowidnyk OUN,
- Stepan Bandera – jeden z przewodniczących Egzekutywy Krajowej OUN, przewodniczący OUN-B,
- Stepan Łenkawski – członek zarządu Związku Ukraińskiej Młodzieży Nacjonalistycznej, autor wydanej w 1929 broszury „Dziesięcioro przykazań ukraińskiego nacjonalisty”,
- Andrij Melnyk – przywódca OUN po śmierci Konowalca, przewodniczący OUN-M,
- Roman Szuchewycz – przewodniczący referatu bojowego Krajowej Egzekutywy Organizacji Ukraińskich Nacjonalistów, przewodniczący Krajowej Egzekutywy OUN-B na Generalne Gubernatorstwo, generał i naczelny dowódca Ukraińskiej Powstańczej Armii, przewodniczący Sekretariatu Generalnego Ukraińskiej Głównej Rady Wyzwoleńczej,
- Mykoła Kapustianski – jeden z założycieli Organizacji Ukraińskich Nacjonalistów.

## Publikacje
- Dmytro Doncow, Nacjonalizm, 1926.
- Dekalog ukraińskiego nacjonalisty, 1929 – broszura opracowana przez Stepana Łenkawskiego w 1929, która miała duże znaczenie w kształtowaniu ukraińskiej doktryny nacjonalistycznej.
- Mykoła Sciborski, Nacjokratija, Paryż, 1935.

## Konferencje i kongresy Organizacji Ukraińskich Nacjonalistów
- I Kongres (Zbór) Ukraińskich Nacjonalistów – 27 stycznia – 3 lutego 1929 r. w Wiedniu. Powstanie Organizacji Ukraińskich Nacjonalistów (OUN), stworzenie ram programowych i ideologicznych nacjonalizmu,
- II Wielki Zbór Ukraińskich Nacjonalistów (WZUN) – 27 sierpnia 1939 r. w Rzymie – wprowadzenie zasady wodzostwa (miał nim być Andrij Melnyk),
- Konferencja Krajowych Prowidnyków – 10 lutego 1940, Kraków – unieważnienie zboru rzymskiego, utworzenie rewolucyjnej frakcji OUN (OUN-R), zwanej potem OUN-B,
- II Wielki Zbór Organizacji Ukraińskich Nacjonalistów (WZOUN) – 1–3 kwietnia 1940 r. w Krakowie. Zatwierdzenie podziału OUN na dwie frakcje: OUN-M i OUN-B (początkowo zwanej także OUN-SD[36]. OUN-B odrzuca orientacje na cudze siły i przyjmuje jako zasadę utworzenie niezależnego państwa ukraińskiego w wyniku narodowej rewolucji,
- I konferencja OUN-B – wrzesień/październik 1941 r. w Zboiskach koło Lwowa – konferencja pod przewodnictwem Mykoły Łebedia, decyzja o niepodejmowaniu otwartej walki z Niemcami. Członkowie OUN dostali rozkaz nieujawniania się przed władzami niemieckimi, a zdekonspirowani – przejścia do podziemia i prowadzenia pracy propagandowej i organizacyjnej. Działaczom nakazano wykorzystać wszystkie możliwości do przejmowania administracji, handlu, przemysłu, a także zwiększenia napływu ludności ukraińskiej do miast. Szczególną uwagę poświęcono przejmowaniu lokalnej ukraińskiej policji pomocniczej, jak również wstępowaniu do batalionów policyjnych, w celu przeszkolenia wojskowego jak największej liczby ludzi,
- II konferencja OUN-B – kwiecień 1942 r. – wybór nowego Centralnego Prowodu (po masowych aresztowaniach aktywu OUN przez Niemców we IX-XII 1941), ZSRR głównym wrogiem Ukrainy, nieprzeszkadzanie Niemcom w walce z ZSRR, rozpoczęcie agitacji antyniemieckiej,
- Konferencja OUN-M – 24–25 maja we wsi Rudnia Poczajowska (niedaleko Krzemieńca) – krytyka polityki niemieckiej, propozycje podjęcia walki z hitlerowcami. Tezy tej konferencji nie spotkały się z aprobatą Andrija Melnyka,
- III konferencja OUN-B – 17–21 lutego 1943 r. we wsi Terebeże koło Oleska – oficjalnie proklamowanie walki na dwa fronty – z imperializmem niemiecko-hitlerowskim i moskiewsko-bolszewickim,
- III nadzwyczajny Zbór OUN – 21–25 sierpnia 1943 r. w pobliżu wsi Słoboda Złota – decyzja o reorganizacji UPA, zaakceptowanie metod przyjętych na Wołyniu przez Dmytra Klaczkiwskiego – rzezi wołyńskiej,
- IV Zbór OUN – czerwiec 1944 r. – akcenty liberalno-demokratyczne, m.in. o inicjatywie prywatnej i działalności gospodarczej,
- „Podziemna” konferencja OUN – czerwiec 1950 r. – odejście od koncepcji Doncowa i przyjęcie programu lewicowego (wyzwolenie narodowe, wydarcie środków produkcji z rąk biurokracji i przekazanie ich na własność społeczeństwu, oraz demokracja).

## Ukraiński ruch narodowy do okresuautonomii galicyjskiej
Zorganizowany ruch ukraiński powstał w XIX wieku na obszarze ówczesnej Galicji Wschodniej na terytorium Cesarstwa Austrii. Początkowo spory pomiędzy Rusinami a Polakami traktowano jako zwykłe spory między obrządkami rzymsko- i greckokatolickim. Powstawanie ukraińskiego ruchu narodowego było skutkiem stosunków społecznych i narodowościowych – w Galicji warstwą panującą, a więc uciskającą ruskich chłopów, była polska szlachta, na Bukowinie – bojarzy rumuńscy, a na Rusi Zakarpackiej – szlachta węgierska. Lud ruski w I połowie XIX wieku nie posiadał jeszcze świadomości narodowej. Wskutek wzrostu obciążeń pańszczyźnianych i podziałów gospodarstw sytuacja chłopów stale się pogarszała. Rodziło to ciągłe spory sądowe z dworami, jak również wystąpienia siłowe przeciw urzędnikom dworskim i interweniującemu wojsku (rozruchy w obwodzie żółkiewskim 1802, tarnopolskim 1803 i 1838, samborskim 1819 i 1833, czortkowskim 1809 i 1838, stryjskim 1842).
Drugim przejawem formowania się ukraińskiego nacjonalizmu było utworzenie w czasie Wiosny Ludów Głównej Rady Ruskiej. Rozpoczęła ona wydawanie Zorii Hałyćkiej. 6 listopada 1848 Rada wysunęła żądania wydzielenia ukraińskiej części Galicji, stworzenia odrębnego wojska ukraińskiego, wprowadzenia w szkołach języka ukraińskiego, zrównania w prawach duchowieństwa ukraińskiego z klerem łacińskim, usunięcia urzędników wykazujących nieprzychylny stosunek do narodu ukraińskiego. Rada była również inicjatorem utworzenia Ruskiego Batalionu Strzelców Górskich, mającego walczyć z powstaniem węgierskim. Powstanie zostało rozgromione jednak przed zakończeniem formowania jednostki.
Wydarzenia Wiosny Ludów zostały stłumione, postulaty Rady nie zostały zrealizowane i nastała era neoabsolutyzmu, która ograniczyła działalność ukraińskiego ruchu narodowego na około 10 lat.

## Ukraiński ruch narodowy w czasie autonomii galicyjskiej
Od 1860 Polacy w Galicji rozpoczęli starania o nadanie autonomii, uwieńczone sukcesem w 1867.
Od uzyskania autonomii konflikt polsko-ukraiński znacznie się rozwinął. Autonomia zagwarantowała silną pozycję języka polskiego jako urzędowego w administracji i szkolnictwie, jedynie w sądownictwie dopuszczono jako pomocniczy język ukraiński. Również większość stanowisk zajęli Polacy. Równocześnie ukraiński ruch narodowy w Galicji przybierał zdecydowane oblicze antyrosyjskie. Zdaniem ukraińskiego historyka Jarosława Hrycaka nastawienie takie miało swoje korzenie w silnej identyfikacji ukraińskich działaczy w Galicji z Europą Zachodnią, której antonimem była Rosja, pojmowana jako kraj o niskiej kulturze czy wręcz barbarzyński.
W 1903 Mykoła Michnowski, emigrant z Imperium Rosyjskiego, opublikował we Lwowie ulotkę 10 Przykazań UPL, uważaną za manifest ukraińskiego ruchu narodowego.

## Ukraiński ruch narodowy w czasie I wojny światowej
Po wybuchu I wojny światowej 27 lipca 1914 we Lwowie spotkali się przedstawiciele niepodległościowych partii ukraińskich i ugrupowań politycznych z terenu Galicji, powołując Główną Radę Ukraińską (HUR). 3 sierpnia HUR wydała manifest, w którym zadeklarowała wierność wobec monarchii austriackiej oraz wezwała naród ukraiński do walki przeciw Rosji u boku państw centralnych oraz o „wyzwolenie Galicji spod polskiego ucisku”. 6 sierpnia HUR wezwała ludność do wstępowania w szeregi Legionu Ukraińskich Strzelców Siczowych. 4 sierpnia emigranci z Ukrainy Naddnieprzańskiej utworzyli również we Lwowie Związek Wyzwolenia Ukrainy (SWU). Rozpoczęcie w sierpniu 1914 rosyjskiej ofensywy w Galicji spowodowało ewakuację HUR i SWU do Wiednia.
Na spotkaniu w Wiedniu 15 grudnia 1914 ukraińscy posłowie do Rady Państwa zaapelowali do wszystkich ukraińskich partii z Galicji i Bukowiny o stworzenie wspólnego przedstawicielstwa. Rozmowy trwały aż do maja 1915, kiedy to powołano Ogólną Radę Ukraińską (ZUR). Wpływ na zakończenie dyskusji miała ofensywa wojsk niemiecko-austriackich i wyparcie Rosjan z Galicji. ZUR ogłosiła podobny do poprzednich deklaracji manifest o konieczności utworzenia przy pomocy państw centralnych państwa ukraińskiego oraz powstania osobnego, ukraińskiego kraju koronnego, złożonego z Galicji Wschodniej, części Bukowiny i Rusi Podkarpackiej.
Działacze ukraińscy w Wiedniu znajdowali się początkowo w trudnej sytuacji. Wskutek początkowych sukcesów armii rosyjskiej ludność ukraińska była oskarżana o nastroje rusofilskie, a politycy ukraińscy o zdradę interesów monarchii austro-węgierskiej. Przyczyniali się do tego polscy politycy galicyjscy, oskarżający polityków ukraińskich o „ruską zdradę”. Ukraińscy nie byli dłużni, oskarżając polskich o tworzenie intryg, powodujących represje austriackie (aresztowania i egzekucje) na ludności ukraińskiej.
Wskutek tego politycy ukraińscy zaczęli domagać się zmiany namiestnika Galicji na osobę bezstronną. 22 czerwca 1915, w dniu odbicia Lwowa, osiągnęli swój cel – namiestnika Witolda Korytowskiego wymieniono na generał-gubernatora gen. Hermanna von Colarda, a następnie w 1916 gen. Ericha von Dillera. Polacy proponowali w rewanżu na to stanowisko Tadeusza Rozwadowskiego, jednak następcą Dillera w kwietniu 1917 został gen. Karl Georg Huyn.
W końcu 1915 sprawy związane z Ukrainą Naddnieprzańską przejęli Niemcy. Delegacja ZUR (Kost Łewycki i Mykoła Wasylko) kilkakrotnie wyjeżdżali do Berlina na rozmowy o tworzeniu ukraińskiej administracji na zajętych terenach Ukrainy. Jednak Niemcom bardziej odpowiadała współpraca z SWU, który już na początku wojny delegował do Berlina swoich przedstawicieli – Jewhena Łewyćkiego i Dmytra Doncowa. W Berlinie utworzyli oni Ukraińskie Biuro Prasowe, prowadzili również akcję propagandową wśród wziętych do niewoli Ukraińców z armii rosyjskiej. Z jeńców zaczęto tworzyć ukraińskie jednostki wojskowe.
Po raz drugi działalność ZUR została zatrzymana przez ofensywę Brusiłowa. Dopiero po kontrofensywie wojsk niemiecko-austriackich w lipcu i sierpniu 1917, działalność ZUR stała się bardziej aktywna. Ukraińcom udało się uzyskać posadę zastępcy namiestnika Galicji dla Wołodymyra Decykewycza, co było dużym osiągnięciem dla na drodze do wprowadzenia Ukraińców do administracji galicyjskiej.
Jednak 5 listopada 1916 ogłoszono zapowiedź utworzenia z ziem Królestwa Polskiego samodzielnego państwa polskiego. Aby polscy zwolennicy rozwiązania austro-polskiego nie doznali zawodu, cesarz Franciszek Józef wydał patent o rozszerzeniu autonomii Galicji. Nie było w nim mowy o podziale Galicji na część ukraińską i polską, co wywołało protest Ukraińskiej Reprezentacji parlamentarnej, która 7 listopada 1917 oświadczyła, że Ukraińcy nigdy nie zgodzą się na zwiększenie autonomii i nie uznają polskiego panowania nad Galicją.
We wrześniu 1918 we Lwowie powołano Ukraiński Generalny Komisariat Wojskowy, przygotowujący przejęcie władzy w Galicji Wschodniej, przy pomocy oddziałów armii austro-węgierskiej, złożonych z poborowych ukraińskich.

## Działania nacjonalistów w okresie międzywojennym

### II Rzeczpospolita

#### Lata 1918–1930

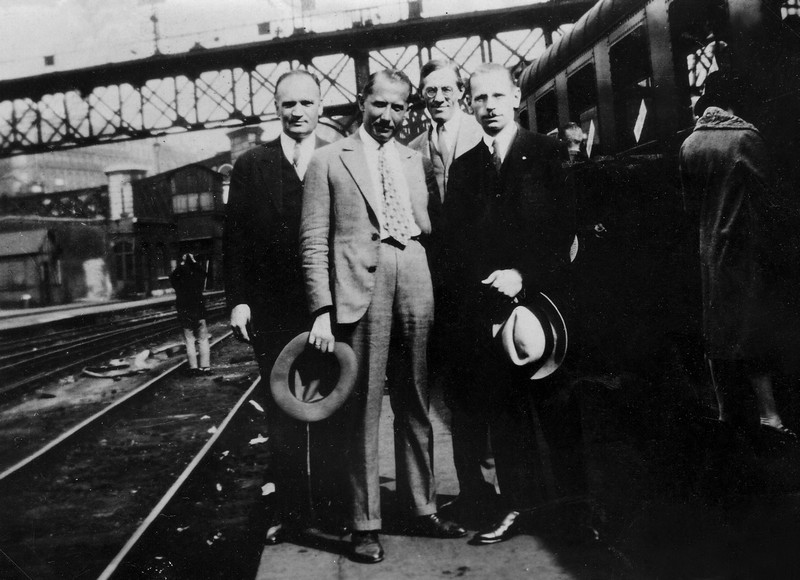
Jewhen Konowalec (z lewej) i Mykoła Sciborski, Paryż 1929

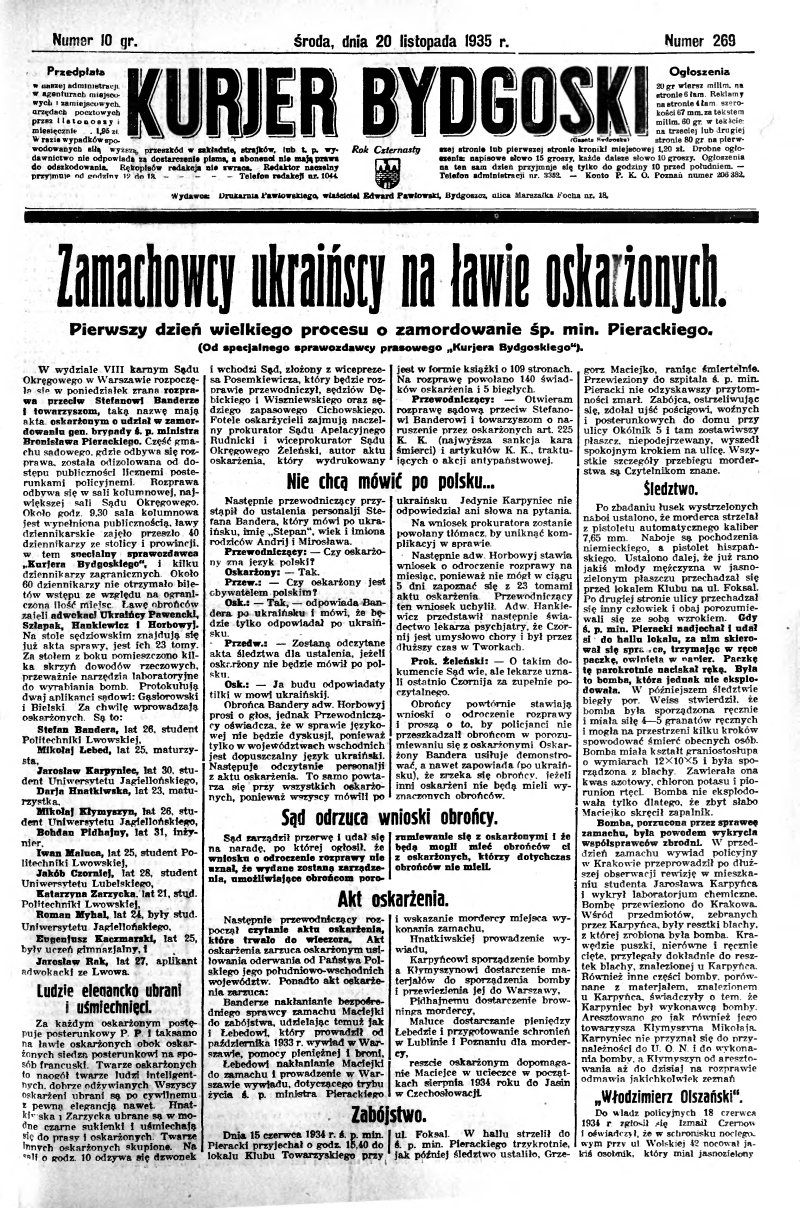
Relacja prasowa z rozpoczęcia procesu w sprawie zabójstwa Bronisława Pierackiego 20 listopada 1935.

Po upadku powstałych w 1918 ukraińskich państwowości – Ukraińskiej Republiki Ludowej i Zachodnioukraińskiej Republiki Ludowej lata 20. XX w. przyniosły w konsekwencji gwałtowny rozwój ukraińskich organizacji emigracyjnych, przeciwstawiających się zarówno Rosji sowieckiej i Ukrainie sowieckiej (traktowanej jako podporządkowane Moskwie państwo marionetkowe w ramach ZSRR), jak i Polsce, traktowanej jako okupant „ziem ukraińskich”. Byli przywódcy polityczni ZURL, skupieni w partii o nazwie Ukraińskie Zjednoczenie Narodowo-Demokratyczne (UNDO), pogodzili się z faktem, że wojna z Polską została ostatecznie przegrana, a za Zbruczem władzę przejęli bolszewicy. Zaczęli szukać możliwości walki o swój interes narodowy w nowych warunkach geopolitycznych, dążąc do uzyskania autonomii w ramach odrodzonego państwa polskiego.
Ideologiem nacjonalizmu ukraińskiego stał się przede wszystkim Dmytro Doncow. Pozostawał on w kontaktach z Jewhenem Konowalcem od początku lat 20., gdy w 1923 podjął się redagowania pisma „Zahrawa”, będącego swego rodzaju laboratorium ukraińskiej myśli nacjonalistycznej. Jego prace studiowali członkowie Organizacji Wyższych Klas Gimnazjów Ukraińskich, na bazie której powstał Związek Ukraińskiej Młodzieży Nacjonalistycznej. Również pod wpływem Doncowa powstał dekalog ukraińskiego nacjonalisty.
W tym czasie UWO dokonało m.in. nieudanej próby zamachu na Naczelnika Państwa Józefa Piłsudskiego (1921), również nieudanej próby zamachu na prezydenta Stanisława Wojciechowskiego (1924) i udanych zamachów na ukraińskiego poetę i nauczyciela Sydora Twerdochliba (1922) i na kuratora lwowskiego okręgu szkolnego Stanisława Sobińskiego (1926) (w zamachu wziął udział późniejszy dowódca UPA, Roman Szuchewycz), a także serii aktów sabotażowych.
W 1929 r. na I Kongresie Ukraińskich Nacjonalistów w Wiedniu doszło do zjednoczenia ukraińskich środowisk nacjonalistycznych. Utworzyły one Organizację Ukraińskich Nacjonalistów i przyjęły jako swoją ideologię doktrynę nacjonalizmu integralnego. Na czele OUN stanął Jewhen Konowalec, jego zastępcą został Mykoła Sciborski. OUN nie była partią typu parlamentarnego, od początku działała jako zakonspirowana organizacja typu wojskowego.
Celem OUN była walka z Polską (zdaniem S. Yekelchyka był to cel podstawowy) oraz ZSRR w celu utworzenia niepodległej Ukrainy (w granicach od Donu aż po Małopolskę), m.in. poprzez oderwanie od państwa polskiego województw lwowskiego, tarnopolskiego i stanisławowskiego.
OUN kontynuowała w Polsce metody UWO, która w 1930 została scalona z OUN i stała się jego wydziałem bojowo-wojskowym. Od lipca do października 1930 w ramach tzw. drugiego wystąpienia UWO według sprawozdań policji dokonanych zostało 186 aktów terroru: 1 napad na ambulans pocztowy, 8 sabotaży na torach, 14 na liniach energetycznych i telefonicznych (zwalanie słupów), 155 podpaleń mienia (w dużej mierze stogi siana, zabudowania gospodarcze), 8 usiłowań. Terror UWO, a potem OUN skierowany był także przeciwko Ukraińcom, którzy opowiadali się za ugodą polsko-ukraińską. W swej polityce UWO, a następnie OUN znalazło poparcie kolejnych niemieckich rządów Republiki Weimarskiej, dążących konsekwentnie do podważenia międzynarodowej pozycji II Rzeczypospolitej i przeprowadzonej za zgodą mocarstw Ententy rewizji granicy niemiecko-polskiej ustalonej traktatem wersalskim. Akcje sabotażowe UWO miały w zamierzeniu także doprowadzić do umiędzynarodowienia kwestii ukraińskiej na terenie Małopolski Wschodniej – do interwencji Ligi Narodów.
Konsekwencją drugiego wystąpienia UWO była przeprowadzona przez władze polskie w okresie pomiędzy 16 września 1930 a 30 listopada 1930 pacyfikacja Małopolski Wschodniej. Działania policji ujawniły, że także niektórzy działacze UNDO, Płastu, Łuha, jak i liczni uczniowie ukraińskich szkół byli zaangażowani w działania terrorystyczne. W działalność OUN zaangażowała się większość czynnej politycznie młodzieży ukraińskiej w II RP.

#### Lata 1931–1939
OUN była od początku swego istnienia w II Rzeczypospolitej organizacją nielegalną i opowiadała się przeciwko polityce ugody polsko-ukraińskiej, reprezentowanej ze strony ukraińskiej przez UNDO (narodowo-demokratyczną partię ukraińską, legalnie działającą w Polsce), ze strony zaś polskiej – przez wpływową część obozu piłsudczyków z Tadeuszem Hołówką, wiceprezesem BBWR, i Henrykiem Józewskim. Polityka ugody polsko-ukraińskiej zaistniała po zmianie polityki wewnętrznej ZSRR w 1929 r. – odejście przez bolszewików od polityki ukrainizacji, rozpoczęcie przymusowej kolektywizacji rolnictwa (1930) i w konsekwencji wielkiego głodu na Ukrainie sowieckiej (1932).
Realizując politykę przeciwną zbliżeniu polsko-ukraińskiemu OUN zorganizowała akty terroru indywidualnego przeciw wysokim urzędnikom Rzeczypospolitej: zamachy przeciwko Tadeuszowi Hołówce (1931) i Bronisławowi Pierackiemu (1934) i Ukraińcom popierającym współpracę polsko-ukraińską (zabójstwo dyrektora ukraińskiego gimnazjum akademickiego we Lwowie Iwana Babija (1934)), a także akty przemocy przeciw instytucjom państwa polskiego (m.in. ekspropriacje).
W 1931 roku w doniesieniach policyjnych zaczęły pojawiać się informacje o planowanych zamachach przygotowywanych przez OUN na kolejne ważne osobistości w państwie, m.in.: ministra spraw zagranicznych Augusta Zaleskiego, premiera RP Felicjana Sławoj Składkowskiego, ministra rolnictwa i reform rolnych Bronisława Nakoniecznikowa-Klukowskiego, marszałka Sejmu Stanisława Cara, Józefa Becka oraz posła Petra Pewnego. W wyniku polskich akcji wywiadowczych przeprowadzonych na przełomie 1930/31 w województwie tarnopolskim zostały zlikwidowane nacjonalistyczne bojówki OUN w powiatach: brzeżańskim, czortkowskim, podhajeckim, tarnopolskim, zborowskim i zbaraskim oraz kilkadziesiąt ukraińskich jednostek antypolskich.
W 1931 roku nacjonaliści ukraińscy przeprowadzili 43 akcje sabotażowe lub terrorystyczne – w województwie: lwowskim – 23 (7 podpaleń, 3 przypadki uszkodzenia sieci telefonicznej, 10 akcji terrorystycznych, 2 napady i jeden opór zbrojny), tarnopolskim – 11 (6 podpaleń, 1 zamach na kolei, 1 opór względem służb porządkowych, 2 przypadki uszkodzenia drutów łącznościowych, 1 prowokacja), stanisławowskim – 8 (2 podpalenia, 2 napady, 4 akcje terrorystyczne), wołyńskim – 1 podpalenie. Statystyki za rok 1931 wykazują łącznie 8 osób zabitych w zamachach terrorystycznych UWO-OUN (zabójstwo posterunkowego Policji Państwowej podczas ataku na wóz pocztowy koło Birczy, zabójstwo posterunkowego Policji Państwowej pod Peczeniżynem, zabójstwo posła na Sejm Tadeusza Hołówki, zabójstwa trzech prowokatorów policyjnych i dwóch Ukraińców).
W 1932 roku ukraińscy nacjonaliści dwukrotnie pobili dyrektora ukraińskiego gimnazjum akademickiego we Lwowie Iwana Babija (dwa lata później został zamordowany), 22 marca 1932 zamordowali podkomisarza Emiliana Czechowskiego, na przełomie lutego/marca w wyniku zatrzymania studenta ukraińskiego w Tarnopolu aresztowano kolejnych 16 osób, z których niektóre były podejrzewane o dokonanie kilku zabójstw, w czerwcu 1932 w Krzemieńcu dokonano masowych aresztowań uczniów ukraińskich szkół średnich, podejrzanych o przynależność do OUN.
15 czerwca 1934 został zamordowany minister spraw wewnętrznych II RP Bronisław Pieracki. W konsekwencji zamachu władze polskie utworzyły obóz w Berezie Kartuskiej, w którym umieszczano w trybie administracyjnym przede wszystkim działaczy KPP, ONR i OUN.
Ogółem w latach 1921–1939 ukraińskie podziemie nacjonalistyczne przeprowadziło 63 zamachy w których zginęło łącznie: 36 Ukraińców (w tym jeden komunista), 25 Polaków, 1 Rosjanin i 1 Żyd. Najgłośniejsze ofiary to: Sydir Twerdochlib – ukraiński poeta (15 października 1922), Stanisław Sobiński – kurator szkolny okręgu lwowskiego (19 października 1926), Tadeusz Hołówko – wiceprezes BBWR (29 sierpnia 1931), Emilian Czechowski – podkomisarz Policji Państwowej (22 marca 1932), Aleksiej Majłow – sekretarz konsulatu ZSRR we Lwowie, rezydent wywiadu sowieckiego (21 października 1933), Józef Głowniak – starszy posterunkowy Policji Państwowej (13 marca 1934), Bronisław Pieracki – minister spraw wewnętrznych (15 czerwca 1934) i Iwan Babij – dyrektor ukraińskiego gimnazjum akademickiego we Lwowie (25 lipca 1934).
Oprócz 63 zamachów na osoby fizyczne (w tym 11 na znane polskie i ukraińskie osobistości polityczne, z czego 8 udanych), ukraińskie podziemie nacjonalistyczne dokonało w latach 1921–1939 łącznie pięciu zamachów bombowych i 18 akcji ekspropriacyjnych. Zestawienie nie uwzględnia aktów sabotażu, skierowanych przeciw mieniu publicznemu, społecznemu czy prywatnemu, które były główną pozycją w zestawieniach policyjnych, dotyczących działalności UWO i OUN.
Do najgłośniejszych akcji należały:
- 25 września 1921 – nieudany zamach na Naczelnika Państwa, marszałka Józefa Piłsudskiego (tzw. ukraiński zamach na Józefa Piłsudskiego) i wojewodę lwowskiego Kazimierza Grabowskiego;
- 5 września 1924 – wrzucenie petardy prochowej pod powóz przebywającego we Lwowie prezydenta RP Stanisława Wojciechowskiego[51];
- 27 marca 1925 – napad na Pocztę Główną we Lwowie, zrabowano 32 500 złotych[52]
- 7 września 1929 – zamach bombowy UWO na budynek dyrekcji Targów Wschodnich we Lwowie; uszkodzenie budynku, trzy osoby ranne;
- 2/3 września 1930 – podpalenie trybun i szatni klubu LKS Czarni Lwów, sąsiadujących z zabudowaniami Targów Wschodnich[53]
- 31 lipca 1931 – napad na Bank Ludowy w Borysławiu; zrabowano 735 zł w gotówce i 20 000 zł w wekslach;
- 8 sierpnia 1931 – napad na urząd pocztowy w Truskawcu, zrabowano 27 478 zł;
- 30 listopada 1932 – napad na pocztę w Gródku Jagiellońskim, podczas którego OUN-owcy postrzelili osiem osób (pracowników urzędu i obecnych klientów) – jedna z nich zmarła w wyniku postrzału w szpitalu we Lwowie, w czasie pościgu zginął również jeden policjant, a jeden został ranny; napastnicy zrabowali 3232,15 zł[54];
- 13 lipca 1934 – napad na posterunek policji w Uhnowie, podczas którego policja, poinformowana wcześniej o planowanym ataku, ujęła sprawców;

W 1934 OUN na terenie II Rzeczypospolitej liczyła ok. 2000 zakonspirowanych członków wszystkich szczebli organizacyjnych. Szacuje się, że w latach 1929–1939 przeszło przez jej szeregi ok. 20 000 ludzi.
Po zabójstwie Bronisława Pierackiego i Iwana Babija, Policja Państwowa dokonała masowych aresztowań, które objęły prawie całą Krajową Egzekutywę OUN z Banderą i Szuchewyczem oraz wielu członków powiatowych i okręgowych władz OUN – łącznie ok. 800 osób (prawie połowę czynnych członków OUN). Źródłem szczegółowej wiedzy policji stało się uzyskane już w 1933 roku przez Oddział II Sztabu Generalnego WP w Czechosłowacji tzw. archiwum Senyka, składające się z 418 oryginałów i 2055 fotokopii z wewnętrznej dokumentacji OUN. Przejęta dokumentacja nie tylko ujawniła strukturę i poufne decyzje kierownictwa OUN, ale potwierdziła niejawne poparcie Niemiec weimarskich, Czechosłowacji i Litwy dla tej organizacji. Aresztowania sparaliżowały OUN, ale nie zniszczyły samej organizacji. Na początku 1935 przybyła do Polski kurier Prowodu Ukraińskich Nacjonalistów Anna Czemerynśka, która wyznaczyła na funkcję krajowego prowidnyka OUN Lwa Rebeta. Nowe kierownictwo wstrzymało szersze akcje bojowe, odstąpiło również od demonstracyjnych akcji wywieszania flag i ulotek. Skoncentrowano się na odbudowie rozbitych struktur organizacyjnych i nielegalnych wydawnictw oraz na ich rozbudowie na terenie województwa wołyńskiego, gdzie siatka organizacyjna OUN była dotąd słabo rozwinięta. Na Wołyniu dokonywano również po 1935 pojedynczych akcji terrorystycznych.
W latach 1935–1936 w Warszawie i we Lwowie odbyły się procesy uczestników zamachów oraz członków krajowej egzekutywy OUN. Stepan Bandera i Mykoła Łebed za działalność antypaństwową i sprawstwo kierownicze zamachu na ministra Pierackiego zostali skazani na karę śmierci, zamienioną w trybie amnestii na dożywotnie więzienie.
OUN od samego początku współpracowała z Niemcami (Abwehra); w okresie odprężenia stosunków z Polską po podpisaniu w styczniu 1934 polsko-niemieckiej deklaracji o niestosowaniu przemocy, w latach 1934–1937 kontakty te zostały w praktyce przerwane. Odnowienie kontaktów nastąpiło w 1937, a ich ożywienie na wiosnę 1939 w ramach przygotowań Niemiec do agresji na Polskę.
Polityka ugody prowadzona w Małopolsce Wschodniej przez UNDO i polski rząd (której kulminacyjnym momentem było formalne porozumienie rządu Mariana Zyndram-Kościałkowskiego z UNDO w 1935) załamała się w 1938 r., a władze krajowe przeszły do polityki „wzmacniania elementu polskiego na wschodzie”. Jednocześnie Henryk Józewski został zdymisjonowany, a Wojsko Polskie przeprowadziło tzw. „akcję polonizacyjno-rewindykacyjną” (połączoną np. z burzeniem cerkwi na terenach etnicznie mieszanych). Powoływano też organizacje odwołujące się do anachronicznych tradycji szlachty zagrodowej i separatyzmów regionalnych (Huculi, Bojkowie). Przeciwstawiło to obywateli RP narodowości ukraińskiej państwu polskiemu i Polakom zamieszkującym tereny mieszane etnicznie.
Konsekwencją zmiany polityki polskiej na Wołyniu na prowadzoną z pozycji siły było rozszerzenie wpływów OUN (do tej pory działającej przede wszystkim w Małopolsce Wschodniej) na Wołyń i radykalizacja nastrojów społeczeństwa ukraińskiego na Wołyniu, a także dyskredytacja polityki ugodowej prowadzonej przez reprezentowane w Sejmie RP ukraińskie ugrupowania polityczne. Miało to znaczące konsekwencje, gdy aparatu państwa polskiego na tym obszarze miało po wrześniu 1939 zabraknąć. Aresztowania działaczy OUN w 1934 r. spowodowały bowiem zaprzestanie akcji terrorystycznej, ale nie powstrzymały rozwoju samej organizacji. Formalny koniec polityki ugody stwierdził u schyłku 1938 z trybuny Sejmu RP jego wicemarszałek Wasyl Mudry.
23 maja 1938 r. w terrorystycznym zamachu przeprowadzonym przez agenta NKWD Pawła Sudopłatowa w Rotterdamie zginął Jewhen Konowalec. II nadzwyczajny zbór OUN w Rzymie (27 sierpnia 1939 r.) pod nieobecność przebywającego w więzieniu Stepana Bandery i jego zwolenników ogłosił Andrija Melnyka Głównym Prowidnykiem OUN.
Powstanie 8 sierpnia 1938 autonomicznej Ukrainy Karpackiej w ramach Czechosłowacji spowodowało intensyfikację działań OUN w Małopolsce Wschodniej. Między 5 września 1938 a 15 marca 1939 według danych Policji Państwowej odnotowano 397 demonstracji antypaństwowych, 47 aktów sabotażu i 34 zamachy terrorystyczne. W okresie między 16 marca a 12 kwietnia 1939 – 59 demonstracji, 5 przypadków dywersji i 21 akcji terrorystycznych. Wywołało to kontrakcję policji – operację masowych zatrzymań przeprowadzoną w kwietniu, która po raz kolejny sparaliżowała działalność siatki OUN. Represje karne spowodowały jednak „taki poziom napięcia wśród Ukraińców w powiecie podhajeckim, brzeżańskim i stryjskim, że pojedynczy policjant nie śmiał wejść do wsi” w obawie przed linczem.
25 maja 1939 przedstawiciele UNDO i Ukraińskiej Reprezentacji Parlamentarnej – Wasyl Mudry i Wołodymyr Cełewycz – zażądali od polskiego premiera Felicjana Sławoja Składkowskiego nadania autonomii województwom południowo-wschodnim i opracowania rządowego programu rozwiązania kwestii ukraińskiej. Żądania te zostały kategorycznie odrzucone.
Przed wrześniem '39 OUN zintensyfikowała dozbrajanie swoich kadr oraz nasiliła działania propagandowe, w których wzywała Ukraińców do niewstępowania do Wojska Polskiego i porzucenia zamiarów obrony Polski w razie wybuchu wojny. Wzmożenie akcji OUN było w znacznej mierze efektem inspiracji Abwehry, która u progu wojny chciała wysondować realną siłę finansowanej przez siebie organizacji, uważającej się za sojusznika Niemiec. W wyniku ustaleń między Prowodem OUN z Andrijem Melnykiem na czele i Abwehrą sformowano w 1939 Legion Ukraiński. Abwehra, kierowana przez Wilhelma Canarisa, dążyła do wywołania na Wołyniu i w Małopolsce Wschodniej powstania antypolskiego. Canaris miał przekonywać Hitlera, by w zbliżającej się wojnie z Polską wykorzystać „kartę ukraińską”. Łudzono także kierownictwo OUN, że będzie ona mogła przeprowadzić na Kresach II RP „Rewolucję Narodową” i utworzy „Ukrainę zachodnią”. Policja polska przeprowadziła prewencyjne aresztowania członków i sympatyków OUN. W województwie wołyńskim (stan na 17 sierpnia 1939 r.) aresztowano 754 osoby (624 uwięziono), we lwowskim (stan na 1 lipca 1939 r.) zatrzymano 1621 osób podejrzanych o członkostwo w OUN. Akcja OUN nie spotkała się z aprobatą legalnych organizacji ukraińskich (UNDO), które napiętnowały dywersję.
W opinii Roberta Potockiego:

Władze państwowe miały prawo do zwalczania wszelkiego rodzaju działalności secesjonistycznej czy terroru politycznego, lecz w drugiej połowie dekady notorycznie myliły ukraiński nacjonalizm z aspiracjami narodowymi tej społeczności. W 1935 roku zbyt łatwo zmarnowano szansę pozyskania dla polskiej państwowości przynajmniej części Ukraińców w zamian za pewne prawa społeczno-ekonomiczne. W tej sytuacji, zamiast zachęcać, skutecznie zraziły do siebie tę grupę narodową. Zamiast niwelować konflikt etniczny, niejednokrotnie potęgowały go poprzez nadmierną represyjność i odpowiedzialność zbiorową. (...) Słabość ukraińskiego ruchu narodowego jako czynnika politycznego, klęska militarna Polski w 1939 roku oraz porozumienie dwóch największych potęg kontynentalnych przesądziły o tym, że obydwie strony konfliktu stały się swoistym zakładnikiem geopolityki. Jednak najgorsze miało jeszcze nadejść, kiedy jednoznacznie negatywna ukraińska ocena polityki narodowościowej II Rzeczypospolitej została wykorzystana przez OUN-UPA, jako argument ostatecznego rozwiązania polsko-ukraińskiego sporu etnicznego i terytorialnego.

### Nacjonaliści ukraińscy w Czechosłowacji
W czasie wojny polsko-ukraińskiej na terenie Czechosłowacji schroniło się kilka jednostek zagrożonych okrążeniem lub rozbiciem (m.in. 1 Brygada Górska (UHA)). Zostały one internowane. W Czechosłowacji (prowadzącej niechętną Polsce politykę) schroniło się wielu emigrantów z Polski. W Pradze powstał Wolny Uniwersytet Ukraiński, utworzono również ukraińskie gimnazjum, Ukraiński Wyższy Instytut Pedagogiczny im. Mychajła Drahomanowa, Ukraińską Akademię Gospodarczą w Poděbradach.
W Czechosłowacji zezwolono również na działalność ukraińskich i rusińskich partii politycznych. Oprócz Czech, ożywiona ukraińska działalność polityczna była prowadzona na terenie Rusi Zakarpackiej. Przez Ruś Zakarpacką wiódł jeden ze szlaków przemytniczych, którym nacjonaliści ukraińscy przerzucali do Polski m.in. broń i dokumenty dla UWO/OUN.
Z Czechosłowacji na wielką skalę przemycano do Polski nielegalne i zakazane ukraińskie wydawnictwa nacjonalistyczne, m.in. czasopismo „Surmę”. Tylko w okresie od czerwca do grudnia 1933 roku, przemycono na teren Polski aż około 600 kg nielegalnych druków. Kurierami związanymi z Organizacją Ukraińskich Nacjonalistów byli m.in. Mykoła Kłymyszyn i Jarosław Karpyneć.
W 1938 Ruś Zakarpacka otrzymała autonomię, jako Ukraina Karpacka – trzeci składnik Czecho-Słowacji. Ukraina Karpacka utworzyła własne siły zbrojne – Sicz Karpacką, której liczebność nie przekroczyła 6 tys. żołnierzy. Kadrę Siczy tworzyli w znacznej mierze działacze OUN, a jej faktycznym dowódcą był Roman Szuchewycz.
Na mocy arbitrażu wiedeńskiego Węgrzy 2 listopada 1938 objęli w posiadanie południową część Rusi Zakarpackiej. Gdy 15 marca 1939 III Rzesza ogłosiła powstanie Protektoratu Czech i Moraw, Wehrmacht wkroczył do Pragi, a Słowacja ogłosiła niepodległość, Karpato-Ukraina również ogłosiła niepodległość. Prezydentem został Augustyn Wołoszyn, premierem Julijan Rewaj. W tym samym czasie (15–18 marca 1939) Węgrzy w dniach w walkach z Siczą zajęli całe terytorium Ukrainy Karpackiej.

### Organizacje
- Grupa Ukraińskiej Młodzieży Narodowej – działająca w Czechosłowacji
- Ukraińskie Zjednoczenie Narodowe – działające w Czechosłowacji, w 1925 r. weszło w skład Legii Ukraińskich Nacjonalistów
- Związek Faszystów Ukraińskich – działający w Czechosłowacji, w 1925 r. związek dołączył do Legii Ukraińskich Nacjonalistów
- Legia Ukraińskich Nacjonalistów – powstała w listopadzie 1925 w Czechosłowacji z połączenia Ukraińskiego Zjednoczenia Narodowego, Związku Wyzwolenia Ukrainy, Związku Faszystów Ukraińskich. W 1929 roku Legia weszła w skład OUN
- Związek Ukraińskiej Młodzieży Nacjonalistycznej (1926–1929) – jego przewodniczącym był redaktor gazety „Smołoskyp” – Osyp Bodnarowycz; w 1929 Związek wszedł w skład OUN
- Organizacja Ukraińskich Nacjonalistów – organizacja powstała w 1929 r. ze zjednoczenia różnych grup radykalnych nacjonalistów, programowo preferująca metody terrorystyczne. Istniała do czasu rozłamu w 1940.
- Front Jedności Narodowej (1933–1941) – legalna ukraińska partia nacjonalistyczna, powstała w Polsce w 1933

## Działania nacjonalistów podczas II wojny światowej

### 1 września 1939 – 22 czerwca 1941
Po ogłoszeniu zawarcia paktu Ribbentrop-Mołotow Komitet Narodowy UNDO, w obliczu zbliżającej się wojny, wydał 24 sierpnia 1939 deklarację wzywającą społeczeństwo ukraińskie do zachowania spokoju i przestrzegającą zwłaszcza młodzież przed udziałem w jakiejkolwiek akcji dywersyjnej przeciw państwu polskiemu, określając tę akcję jako działalność obcych agentur. Podobne deklaracje złożył rząd Ukraińskiej Republiki Ludowej na emigracji i metropolita Andrzej Szeptycki. 2 września 1939, podczas ostatniego posiedzenia Sejmu II Rzeczypospolitej, już po agresji niemieckiej na Polskę, wicemarszałek Wasyl Mudry złożył deklarację, w której oświadczył, że Polska wyrządziła Ukraińcom bardzo wiele krzywd, ale w obliczu wojny z hitlerowskimi Niemcami społeczeństwo ukraińskie lojalnie wypełni obywatelskie obowiązki, jakie nakłada na nie przynależność do państwa polskiego. Analogiczną deklarację złożył Stepan Skrypnyk. Roman Smal-Stocki, przedstawiciel rządu URL na emigracji zaproponował ministrowi Józefowi Beckowi utworzenie dwóch brygad armii ukraińskiej do walki z Niemcami i ZSRR.
Tuż przed rozpoczęciem II wojny światowej Niemcy chwilowo wstrzymali poparcie dla OUN, ze względu na pakt Ribbentrop-Mołotow. ZSRR nie życzył sobie żadnych akcji Ukraińców na obszarze, który znalazł się w jego „strefie interesów”, a III Rzesza nie chciała zadrażnienia stosunków z nowym sojusznikiem. Dodatkowo w nocy z 1 na 2 września 1939 r. polska policja w ramach planowanych na wypadek wybuchu wojny aresztowań zatrzymała około 7 tys. Ukraińców podejrzanych o związek z organizacjami nacjonalistycznymi. Jednocześnie Krajowa Egzekutywa OUN odmówiła pod koniec sierpnia 1939 Zagranicznemu Prowodowi zgody na wywołanie powstania. Wobec ociągania się ZSRR z przyrzeczoną obietnicą agresji na Polskę, kierownictwo III Rzeszy rozważało jednak 12 września plan rozpoczęcia siłami OUN rebelii antypolskiej, która w planie Adolfa Hitlera miała doprowadzić do krwawej kontrakcji polskiej i ostatecznie do wymordowania polskiego ziemiaństwa rękami ukraińskimi w polsko-ukraińskiej wojnie domowej. 15 września Wilhelm Canaris udzielił Andrijowi Melnykowi warunkowej zgody na rozpoczęcie powstania antypolskiego. 17 września z chwilą agresji ZSRR na Polskę zgoda niemiecka przestała być aktualna. Od 12 września miały jednak miejsce nieskoordynowane, w większości z łatwością tłumione przez wojsko i policję, akcje dywersyjne uzbrojonych bojówek OUN na terenie województw południowo-wschodnich RP (pierwsze w nocy z 12/13 września w Stryju). Ich eskalacja nastąpiła w chaosie po wkroczeniu Armii Czerwonej. OUN-owcy mordowali głównie polskich osadników, rozbrojonych żołnierzy, a także zwykłych miejscowych chłopów.
Wraz z Niemcami we wrześniu 1939 r. na teren Polski wkroczył Legion Ukraiński, dowodzony przez Romana Suszkę, pod politycznym kierownictwem OUN. Oddział ten, podzielony na mniejsze jednostki przydzielone do Wehrmachtu, nie biorąc udziału w walkach, po 17 września został wycofany na zaplecze. Niektóre pododdziały w składzie jednostek niemieckich dotarły w pobliże Stryja i Lwowa, skąd wycofały się po przekazaniu tych terenów przez Wehrmacht pod okupację sowiecką. Nie wzięły one jednak udziału w walkach.
Ukraińskie społeczeństwo wobec agresji Niemiec na Polskę w większości zachowało lojalną postawę wobec państwa polskiego, w Wojsku Polskim walczyło ok. 110 tys. Ukraińców obywateli polskich, niejednokrotnie odznaczając się w walce (płk dypl. Pawło Szandruk został odznaczony Virtuti Militari za uratowanie brygady piechoty w bitwie pod Tomaszowem Lubelskim, st.strzelec Wasyl Małaniuk z 7 psk – Krzyżem Walecznych). W obronie II Rzeczypospolitej zginęło ok. 7800 Ukraińców, a drugie tyle zostało rannych. Zgodnie z obowiązującą w Wojsku Polskim nieformalną zasadą, żołnierze narodowości ukraińskiej nie mieli prawa awansować powyżej stopnia starszego szeregowego. Wyjątki od tej zasady uczyniono dla wyższego duchowieństwa wojskowego oraz dla oficerów i podoficerów armii byłej Ukraińskiej Republiki Ludowej, którzy zostali przyjęci do Wojska Polskiego jako tzw. oficerowie i podoficerowie kontraktowi.
Z pierwszym otwartym publicznym wezwaniem do masowego mordowania Polaków wystąpił po rozpoczęciu agresji sowieckiej na Polskę 17 września 1939 dowódca Frontu Ukraińskiego Armii Czerwonej komandarm Siemion Timoszenko pisząc w jednej z odezw: Bronią, kosami, widłami i siekierami bij swoich odwiecznych wrogów – polskich panów. Ogółem w akcjach przeciwko polskiej ludności cywilnej we wrześniu i październiku 1939 r. z rąk bojówek nacjonalistycznych i komunistycznych (czasem występujących wspólnie) zginęło ok. 2000 Polaków w Małopolsce Wschodniej i około 1000 na Wołyniu. Według danych OUN jej członkowie we wrześniu 1939 zabili 796 Polaków i spalili co najmniej cztery polskie miejscowości, przy stratach własnych 160 zabitych i 53 rannych.
Po agresji sowieckiej na Polskę legalne partie ukraińskie, próbując ratować swych członków przed terrorem NKWD oficjalnie rozwiązały się, co zresztą nie ustrzegło ich działaczy od sowieckich represji. W konsekwencji jedyną czynną organizacją ukraińską pozostała po 17 września 1939 r. – cały czas zakonspirowaną – była OUN. Sowieckie władze okupacyjne po przeprowadzeniu pseudowyborów dokonały w październiku 1939 formalnej aneksji okupowanych terenów II Rzeczypospolitej. Konsekwencją aneksji było narzucenie mieszkańcom terenów okupowanych obywatelstwa ZSRR i rozpoczęcie procesu sowietyzacji terenów okupowanych i systematycznych represji policyjnych NKWD.
Uwolniony we wrześniu 1939 r. Stepan Bandera udał się do Rzymu i w spotkaniu z Melnykiem zażądał zmian w składzie Centralnego Prowodu OUN. Po odmowie, Bandera zwołał w Krakowie 10 lutego 1940 r. naradę aktywu OUN, która unieważniła decyzje zboru rzymskiego. Utworzono wtedy tzw. rewolucyjną frakcję OUN (OUN-R), pod kierownictwem Bandery zwaną od jego nazwiska OUN-B (Bandery). 1–3 kwietnia 1940 r. w Krakowie odbył się kolejny zjazd OUN, który zatwierdził podział OUN na OUN-M (Melnyka) i OUN-B (występującą oficjalnie pod nazwą OUN-SD – ukr.Samostijnykiw Derżawnykiw (pol.Niepodległościowców – Państwowców)). OUN-B przyjęła orientację na rewolucyjną walkę o suwerenną Ukrainę, bez oglądania się na „cudzą pomoc”. W treści uchwał i rezolucji II zjazdu krakowskiego przyjęto zasady totalitaryzmu i monopartyjności, a także walki z „wrogimi” mniejszościami narodowymi w przyszłej Ukrainie.
Większość działaczy OUN poprzez linię demarkacyjną (podobnie jak większość działaczy ukraińskich partii legalnych) przeszła po agresji ZSRR na Polskę we wrześniu na teren okupowany przez Niemców. W Generalnym Gubernatorstwie działalność OUN była tolerowana przez niemieckiego okupanta, pragnącego podsycać antagonizm ukraińsko-polski i wykorzystać OUN w przypadku konfliktu niemiecko-sowieckiego. W Krakowie odbyła się tolerowana konferencja, a później kongres OUN. Powstał Ukraiński Komitet Centralny (złożony głównie z działaczy OUN-M), który miał za zadanie rozwijać życie ukraińskiego społeczeństwa w GG. Pod kierownictwem Abwehry szkolono kadry OUN do przyszłych zadań dywersyjnych i wywiadowczych.
Kierownictwo OUN utrzymywało nie zdekonspirowaną strukturę OUN z okresu przedwojennego. NKWD po masowych aresztowaniach działaczy ukraińskich partii działających oficjalnie w II Rzeczypospolitej rozpoczęło na początku 1940 roku inwigilację i aresztowania członków konspiracyjnej – i nie ujawnionej przed Sowietami po agresji ZSRR na Polskę – struktury OUN. NKWD dwukrotnie aresztowało skład Krajowej Egzekutywy OUN i przeprowadziło pokazowe procesy. Z sowieckich danych wynika, że w okresie od października 1939 do grudnia 1940 rozbito 352 organizacje ukraińskich nacjonalistów i aresztowano 4435 ich członków. Od grudnia 1940 r. struktury OUN na terenach okupowanych przez ZSRR prowadziły aktywną działalność rozpoznawczo-dywersyjną związaną z rozpoczęciem przygotowań III Rzeszy do wojny z ZSRR, wówczas Abwehra ponownie sugerowała przywódcom OUN-B możliwość powstania państwa ukraińskiego opartego na III Rzeszy.

### 22 czerwca 1941–1942

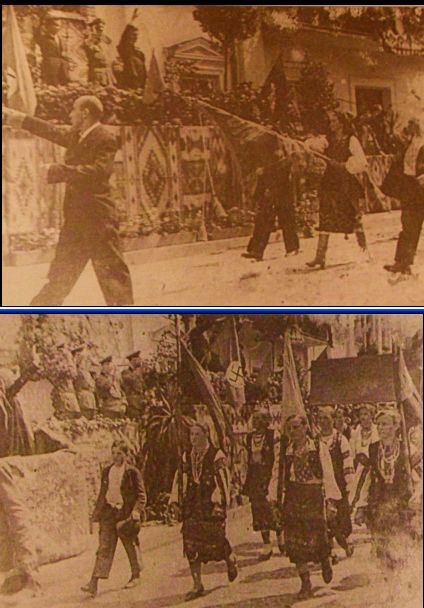
Uroczystości ogłoszenia Aktu odnowienia Państwa Ukraińskiego w Buczaczu. Oficerowie niemieccy i działacze OUN-B w otoczeniu flag OUN i swastyk. Przechodzący aktywiści OUN pozdrawiają ich pozdrowieniem OUN.

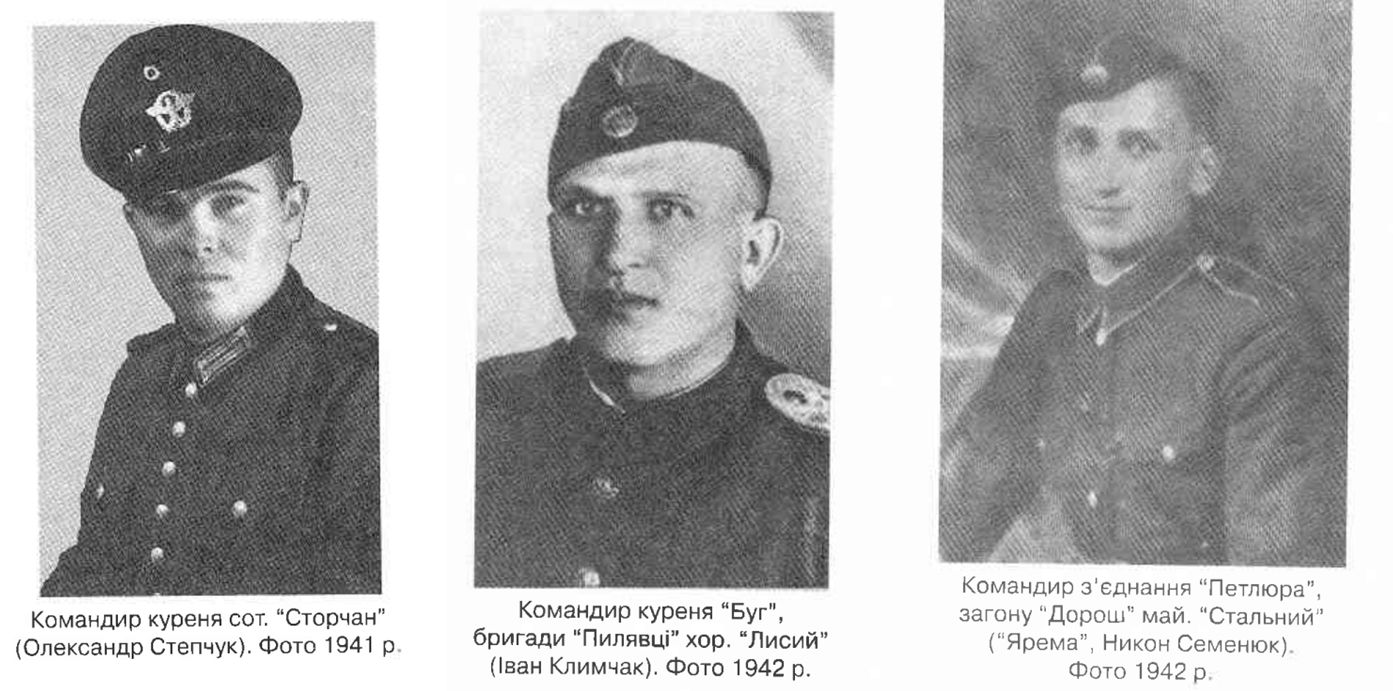
Oficerowie UPA – dowódcy kureniów: Aleksander Stepczuk, Iwan Klimczak oraz Nikon Semeniuk w służbie niemieckiej w latach 1941–1942

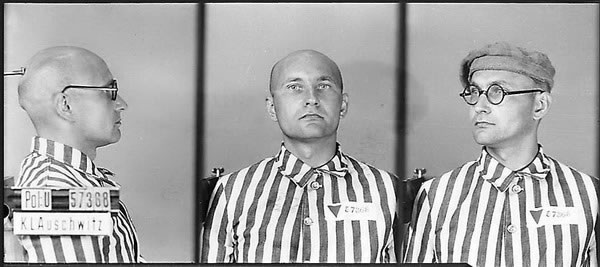
Lew Rebet jako więzień KL Auschwitz 1942.

22 czerwca 1941 wojska niemieckie uderzyły na ZSRR. W ślad za Wehrmachtem na teren Wołynia i Małopolski Wschodniej weszły tzw. grupy marszowe OUN-B i OUN-M. Zadaniem grup było stworzenie administracji ukraińskiej: objęcie kierowniczych stanowisk w tworzonych organach samorządowych, utworzenie siatki organizacji OUN, prowadzenie antysowieckiej agitacji wśród ludności. Pomiędzy grupami obu stronnictw dochodziło do waśni i starć, m.in. banderowcy zlikwidowali całą grupę pochodową OUN-M, która kierowała się na Wołyń. Na tereny te wkroczyły także dwa bataliony Nachtigall i Roland, które wchodziły w skład Drużyny Ukraińskich Nacjonalistów.
30 czerwca we Lwowie działacze OUN-B ogłosili Akt odnowienia Państwa Ukraińskiego. Stwierdzono w nim, że z „woli narodu ukraińskiego”, OUN-B powołuje rząd. Premierem został Jarosław Stećko. Ponadto zadeklarowano że: Odrodzone Państwo Ukraińskie będzie ściśle współdziałać z Narodowo-Socjalistycznymi Wielkimi Niemcami, które pod kierunkiem Adolfa Hitlera tworzą nowy ład w Europie.
W czerwcu 1941 r. członkowie OUN-B podczas rozpoczęcia okupacji Małopolski Wschodniej przez Wehrmacht zabili kilkuset Polaków, we Lwowie milicja ukraińska rozstrzelała ok. 100 polskich studentów. Plany rządu Stećki zakładały, że ludność polską zamierzano zasymilować, a polską inteligencję niemieckim wzorem wymordować. Instrukcja OUN-B względem Polaków zakładała:

Wyniszczać w walce szczególnie tych, co bronią reżimu, przesiedlać na ich ziemie, wyniszczać głównie inteligencję, której nie wolno dopuszczać do żadnych urzędów i w ogóle uniemożliwić produkcję inteligencji poprzez dostęp do szkół itp. Przykładowo tzw. polskich chłopów trzeba asymilować, uświadamiając im od razu [...], że są oni Ukraińcami, tylko obrzędu łacińskiego, przymusowo zasymilowanymi [przez Polskę]. Przywódców niszczyć.

Siły policyjne III Rzeszy (Einsatzkommando zur besonderen Verwendung) dokonały mordu profesorów lwowskich oraz inteligencji Krzemieńca i Stanisławowa na podstawie list proskrypcyjnych, sporządzonych najprawdopodobniej przez aktywistów OUN-M.
Adolf Hitler był zdecydowanie przeciwny koncepcji powstania państwa ukraińskiego, pragnąc wszystkich Słowian przekształcić w niewolniczą siłę roboczą imperialnej III Rzeszy. Podczas ostatecznych rozmów prowadzonych we wrześniu 1941 r. w Berlinie w gmachu byłej ambasady polskiej pomiędzy przedstawicielami Abwehry i OUN-B, zarówno Stepan Bandera, jak i Jarosław Stećko odmówili odwołania deklaracji niepodległości Ukrainy. W konsekwencji zostali zatrzymani w areszcie domowym, a następnie przewiezieni do obozu koncentracyjnego w Sachsenhausen i osadzeni w oddziale dla więźniów specjalnych, tzw. Zellenbau, gdzie przebywali również m.in. pierwszy dowódca Armii Krajowej Stefan Rowecki, kanclerz Austrii Kurt Schuschnigg czy premier Francji Edouard Daladier. Cały kierowniczy aktyw OUN-B został również aresztowany. Po aresztowaniu 15 września 1941 przez Gestapo Lwa Rebeta, funkcję pełniącego obowiązki prowidnyka OUN-B objął działający w podziemiu Mykoła Łebed. Było to zgodne z ustaleniami prowodu OUN-B z 10 lipca 1941 co do kolejności przejęcia władzy w organizacji w przypadku aresztowań niemieckich. 4 października 1941 dowództwo SS i policji na Dystrykt Galicja wydało za Łebediem list gończy.
OUN-B po masowych aresztowaniach przez Gestapo we wrześniu 1941 (które dotknęły ok. 80% aktywu OUN-B) starała się obsadzić swoimi ludźmi urzędy, organizacje i przedsiębiorstwa, uwolnione po ucieczce Sowietów. Ukraińcy zgłaszali się też do Ukraińskiej Policji Pomocniczej. Tę strategię zatwierdzono na konferencji na przełomie września i października 1941 r. w Zboiskach.
W kwietniu 1942 r. odbyła się kolejna konferencja OUN-B, która powołała nowy Centralny Prowid i rozważyła strategię działań. Nie zmieniono stosunku do melnykowców, których uważano za wrogów, nasilono działania propagandowe i organizacyjne. Opowiedziano się natomiast za „złagodzeniem polsko-ukraińskich stosunków” i poszukiwaniem kompromisu z Polakami, pod warunkiem jednak zachowania przez nich przynajmniej „życzliwej neutralności” wobec walki OUN-B z Sowietami oraz uznania „prawa narodu ukraińskiego do panowania na ziemiach zachodnioukraińskich”. Oba te warunki były nie do przyjęcia dla Polaków. Wszystkie polskie siły polityczne sprzeciwiały się zarówno zmianie przedwojennych wschodnich granic Polski ustalonych traktatem ryskim z 1921, jak i – ze względu na zobowiązania sojusznicze wobec aliantów – niepodległości Ukrainy kosztem ZSRR. Najdalej idącym ustępstwem, na jakie godzono się pójść, było przyznanie Ukraińcom autonomii w ramach powojennej Polski. Nie było to jednak w stanie zaspokoić rozbudzonych przez wojnę ukraińskich aspiracji niepodległościowych ani tym bardziej zmienić sztywnego stanowiska OUN-B. Zdaniem Grzegorza Motyki banderowcy doskonale zdawali sobie sprawę z niemożliwości jakiegokolwiek porozumienia z Polakami, a ich słowa o chęci dialogu i gotowości do kompromisu były jedynie pustą, propagandową deklaracją, mającą na celu uzyskanie pozytywnego odbioru ich poczynań ze strony zachodniej opinii publicznej.
Na Wołyniu niemal w każdej wiosce pracowali banderowscy agitatorzy. Przygotowano także plany tworzenia oddziałów partyzanckich, ale nie przystąpiono do ich realizacji. OUN-B latem 1942 r. nie widziała takiej potrzeby. Na Wołyniu działały w tym czasie oddziały partyzanckie Siczy Poleskiej (które używały nazwy Ukraińska Powstańcza Armia), stworzone przez Tarasa Borowcia ps. „Taras Bulba”. Zyskały one duży rozgłos i poparcie ukraińskiej ludności. OUN-M również prowadziła działalność organizacyjną, przeprowadzając szkolenia i tworząc bojówki (w 1942 r. ich liczebność wynosiła 450 osób).
W październiku 1942 r. we Lwowie odbyła się konferencja referentów wojennych OUN-B. Popularność Siczy Poleskiej i rosnące poparcie dla jej działań wśród ludności zmusiły OUN-B do rewizji stanowiska. Wszyscy uczestnicy konferencji byli zgodni, że należy utworzyć własną partyzantkę. Na kolejnym spotkaniu w grudniu 1942 r. postanowiono przystąpić do tworzenia Oddziałów Wojskowych OUN. Rozważono również stosunek do mniejszości narodowych. Rosjan, Węgrów, Czechów, Rumunów postanowiono „zostawić w spokoju”, Żydów i Ormian likwidować, Polaków wysiedlić pod groźbą śmierci.

### 1943–1944
Do tworzenia oddziałów partyzanckich na Wołyniu przystąpił Dmytro Klaczkiwski ps. „Kłym Sawur” wraz z Iwanem Łytwyńczukiem ps. „Dubowyj”. Na terenie, za który odpowiadał, sformowano pierwszą sotnię oddziałów wojskowych OUN-B pod dowództwem Hryhorija Perehijniaka „Dowbeszki-Korobki”, która 7–9 lutego przeprowadziła pierwsze akcje (atak na niemiecki posterunek policyjny we Włodzimiercu i wymordowanie polskich mieszkańców Parośli I).
Między 17 a 23 lutego 1943 r. odbyła się III konferencja OUN-B. Po bitwie stalingradzkiej dostrzeżono możliwość klęski Niemiec. Postanowiono przyspieszyć tworzenie partyzantki (która miała nosić nazwę Ukraińska Armia Wyzwoleńcza) i „uwolnić Ukrainę” od okupacji niemieckiej przed nadejściem Armii Czerwonej. Pomiędzy 15 marca a 10 kwietnia 1943 na rozkaz OUN-B z policji ukraińskiej zdezerterowało 5 tys. członków, którzy zasilili oddziały militarne OUN-B.
13 maja 1943 władzę nad OUN w miejsce Mykoły Łebedia (p.o. prowidnyka krajowego) przejął kolegialnie jako Biuro Prowodu – triumwirat: Zynowij Matła, Dmytro Majiwski i Roman Szuchewycz, ten ostatni jako p.o. głównego prowidnyka. Odbyło się to w trybie quasi-zamachu stanu pod nieobecność Łebedia, który opuścił naradę kierownictwa OUN
Od kwietnia/maja 1943 r. oddziały OUN-B zaczęły używać nazwy Ukraińska Armia Powstańcza wykorzystując popularność tej formacji. Rozpoczęto również wciąganie do współpracy partyzanckich oddziałów OUN-M i Tarasa Bulby, a następnie wcielono je siłą niejednokrotnie mordując oponentów.
Od marca 1943 r. na Wołyniu UPA w zorganizowany sposób przystąpiła do ludobójstwa polskiej ludności cywilnej, dokonując czystki etnicznej. Decyzja o usunięciu polskiej ludności zapadła według niektórych historyków na III konferencji OUN-B w lutym 1943. Wersji tej nie potwierdzają jednak ustalenia śledztwa Głównej Komisji Badania Zbrodni Przeciwko Narodowi Polskiemu, według których najprawdopodobniej podjął ją samodzielnie Dmytro Klaczkiwski. Niepodważalny jest natomiast fakt wydania w czerwcu 1943 r. przez dowódcę UPA na Wołyniu Dmytra Klaczkiwskiego rozkazu o powszechnej fizycznej likwidacji całej ludności polskiej. W wyniku „antypolskiej akcji” na Wołyniu wymordowano w sumie od 50 do 60 tys. Polaków.
28 kwietnia 1943 r. III Rzesza w porozumieniu z działaczami OUN-M rozpoczęła tworzenie Dywizji SS „Galizien”. Początkowo niemiecki werbunek do dywizji spotkał się z krytyką banderowców, lecz wkrótce docenili oni możliwość przeszkolenia wojskowego możliwego w ramach dywizji. Banderowcy starali się w konsekwencji wprowadzić do dywizji jak najwięcej swoich sympatyków, którzy w przyszłości pomogli by uzyskać nad nią kontrolę. Ilość ochotników przewyższyła znacznie stany etatowe dywizji. Stworzone z ochotników do dywizji pułki policyjne (4 Pułk Policji SS i 5 Pułk Policji SS) wzięły udział w niemieckich akcjach pacyfikacyjnych na Lubelszczyźnie i na terenie Małopolski Wschodniej. Formowana w Rzeszy dywizja, przerzucona w maju 1944 na front wschodni, w czerwcu 1944 r. została okrążona przez Armię Czerwoną i rozbita w bitwie pod Brodami. Około 200 żołnierzy po wyjściu z okrążenia dołączyło do UPA.
W lipcu – sierpniu 1943 r. UPA panowała już nad dużymi obszarami na Wołyniu, przystąpiono do parcelacji majątków ziemskich między ukraińskich chłopów. Parcelacją objęto również ziemię należącą do gospodarstw chłopskich zbiegłych, lub wymordowanych Polaków. W Małopolsce Wschodniej od czerwca 1943 r. również zaczęły powstawać oddziały partyzanckie. Dla zmylenia Niemców oddziały te nazywano Ukraińską Narodową Samoobroną, jej dowódcą był Ołeksandr Łućkyj. W dniach 21–25 sierpnia 1943 r. we wsi Słoboda Złota w woj. tarnopolskim odbył się III zjazd OUN. W trakcie obrad zadeklarowano odejście od integralnego nacjonalizmu, wobec tego że w oczach aliantów zachodnich akceptację mogą uzyskać jedynie systemy demokratyczne. Mimo tego program na szczeblu społeczno-gospodarczym uległ dalszej radykalizacji: proklamowano usunięcie obszarników, kapitalistów i bolszewickich pasożytów. Zjazd umocnił pozycję Romana Szuchewycza, zatwierdzając powołanie Biura Prowodu i funkcję Szuchewycza.
W styczniu 1944 r. oddziały UNS zaczęły się przeformowywać w UPA, we wsi Soroki koło Lwowa zwołano konferencję która postanowiła utworzyć ponadpartyjną nadbudowę polityczną UPA w postaci Ukraińskiej Głównej Rady Wyzwoleńczej. Utworzono ją ostatecznie w czerwcu-lipcu 1944 r. zapraszając do współpracy możliwie jak najszerszą reprezentację polityczną. Prezydentem UHWR został Kyryło Ośmak. UHWR była próbą pogodzenia nurtu myślenia nacjonalistycznego z narodowo-demokratycznym. Przyszła Ukraina nie miała być już zdominowana przez jedną partię, ale miała zapewnić obywatelom podstawowe prawa demokratyczne. W rzeczywistości ten zwrot ku demokracji był w dużej mierze zabiegiem propagandowym, obliczonym na pozyskanie uznania aliantów. Główną rolę w UHWR odgrywali banderowcy – Szuchewycz był jednocześnie dowódcą UPA, p.o. głównego prowidnyka OUN-B i sekretarzem generalnym UHWR. Stosunek banderowców do UHWR najlepiej oddają ich rozkazy w których pisano: „Prowadząc prace wśród ludności, powinniśmy udawać demokratów, pozostając w rzeczywistości nacjonalistami”. Prezydent UHWR został po wkroczeniu Armii Czerwonej do Lwowa, aresztowany we wrześniu 1944 przez NKWD.
W tym czasie melnykowcy tracili poparcie. Zaczęło się od straty dwóch ważnych działaczy: Jarosława Baranowśkiego i Romana Suszki, zastrzelonych najprawdopodobniej przez banderowców. Działacze OUN-M oskarżali UPA o ściąganie kontyngentów od chłopów ukraińskich, potępili mordowanie Polaków. Andrij Melnyk w Berlinie skrytykował politykę niemiecką wobec Ukraińców. Niemcy odpowiedzieli aresztowaniami wielu działaczy co sparaliżowało działalność OUN-M. Część oddziałów zbrojnych melnykowców została siłą włączona do UPA. Na przełomie 1943/1944 Melnyk został również aresztowany przez Gestapo i osadzony w Sachsenhausen-Zellenbau obok Bandery i Stećki.
Od początku 1944 r. masowe mordy na Polakach zaczęły występować także w Małopolsce Wschodniej w województwach: tarnopolskim, stanisławowskim i lwowskim. Większość była dziełem oddziałów UPA rajdujących z terenu Wołynia. Ludobójstwo na większą skalę nastąpiło od marca 1944. Wobec wkraczającej Armii Czerwonej, dowództwo UPA wydało szczegółowy rozkaz z instrukcją jak usuwać Polaków. Zgodnie z nim miano wzywać Polaków do opuszczenia ziemi a wypadku nieposłuszeństwa likwidować. Szczególne nasilenie mordów miało miejsce w Wielkanoc. Zasięg akcji UPA przesuwał się ze wschodu na zachód. W lipcu 1944 r. na zjeździe UHWR poruszono kwestię polską, dyskusję podsumował Roman Szuchewycz: Z Polakami prowadzimy na północno-zachodnich ziemiach ukraińskich wojnę. Kiedy ukraińska policja na początku 1943 r. odeszła do podziemia, Niemcy skierowali tam polską policję z SS. Polska policja prowadziła z SS operacje, stosując okrutne i nieludzkie metody. Polski element rozproszony na Wołyniu w pełni paraliżował ruch UPA. Odpowiedź na to dała sama ludność Wołynia – przeprowadzili działania w ludność. Polacy zaczęli się bronić. Wówczas zaczęła się likwidacja ludności polskiej na Wołyniu, która zakończyła się latem 1943 r. Ostały się jedynie wyspy pod ochroną niemiecką, wtedy rozwinęła się UPA.[...]Od kwietnia 1944 r. [...] dowództwo UPA wydało rozkaz przesiedlenia Polaków, jeśli sami się nie przesiedlą. Ataki są kontynuowane [...] Kobiety padały tylko przypadkowo [...] Na Chełmszczyźnie w marcu i kwietniu tego roku zostało zabitych przez Polaków ok. 2000 Ukraińców, kobiet i dzieci [...] tam nasze oddziały obecnie ochraniają życie Ukraińców i terytorium ukraińskie. [...]Tworzymy dla siebie wygodne pozycje, których nie można osiągnąć przy zielonych stołach (rozmów). Nie damy siebie oszukać. Ukraińskie masy w naszych rękach. W konsekwencji według ustaleń historyków w Małopolsce Wschodniej zostało zamordowanych od 20–25 do 30–40 tys. Polaków. Ewa Siemaszko szacuje liczbę polskich ofiar na tym terenie na ok. 70 000, z czego 20 383 znane z nazwiska. Ponadto na terenie dzisiejszej Polski w latach 1943–1948 zginęło 6–8 tys. Polaków.
Po skierowaniu walki także w stronę niemiecką UPA przyjęła taktykę nieatakowania Wehrmachtu a jedynie niemieckiej administracji i policji. Niszczono urzędy administracji, palono dokumenty, mleczarnie, młyny, tartaki, atakowano mniejsze miejscowości znosząc słabe posterunki i urządzano zasadzki na patrole policyjne, rozbrajano mniejsze grupy wojska. Niemcy odpowiadali obławami na oddziały UPA i akcjami represyjnymi. Do większych potyczek doszło pod Radowiczami 7–9 września 1943 r., pod Zagorowem i k. góry Łopata. Pomimo starć cały czas OUN-B miała kontakt z władzami niemieckimi. Dla obu stron głównym wrogiem byli Sowieci. Dlatego dochodziło do lokalnych porozumień, które nasilały się wraz ze zbliżaniem się Armii Czerwonej. 5 marca 1944 r. doszło do spotkania komisarza niemieckiego Bernharda Papee z przedstawicielem OUN-B księdzem greckokatolickim Iwanem Hryniochem. Nacjonaliści zażądali zwolnienia ukraińskich więźniów politycznych i pozostawienia swobody działania przeciwko polskiej ludności cywilnej. Niemcy nie zgodzili się na te żądania domagając się zaprzestania działań przynoszących szkodę interesom Niemiec, obiecali wstrzymanie represji wobec ludności ukraińskiej i zwolnili rodziny (ale nie działaczy) zatrzymanych ounowców. Po zajęciu Wołynia i Wschodniej Małopolski przez Armię Czerwoną Niemcy przekazywali UPA broń i amunicję.
UPA prowadziła też walki z sowiecką partyzantką. W styczniu 1943 r. na Wołyniu było 650 sowieckich partyzantów. Jednak liczba ich szybko wzrastała, z terenu Białorusi i Wschodniej Ukrainy przybywały nowe oddziały (por. Sydor Kowpak) i wykonywały rajdy w kierunku zachodnim prowadząc działania dywersyjno-wywiadowcze przeciw Niemcom. Spotkało się to z przeciwdziałaniem UPA, która stoczyła wiele potyczek z Sowietami, z których największa miała miejsce koło Teremna. Z czasem oddziałów sowieckich przybywało, UPA zrezygnowała z akcji ofensywnych pod koniec 1943 r. Atakowała tylko mniejsze grupy partyzantów i przeprowadzała likwidacje wszystkich Ukraińców podejrzanych o sympatie komunistyczne. Wobec wkraczającej w 1944 r. na tereny działania UPA, Armii Czerwonej dowództwo przyjęło taktykę przeczekania. W przeciwieństwie do polskiej partyzantki, która przeprowadziła Akcję Burza na Wołyniu i Lwowie przeciwko Niemcom przy współpracy z jednostkami Armii Czerwonej, nacjonaliści ukraińscy nie prowadzili działań zbrojnych wobec jednostek frontowych niemieckich i sowieckich w okresie przejścia frontu. Dzięki temu uniknięto aresztowań. Po przejściu frontu podjęto działania wobec tworzącej się administracji i oddziałom sowieckim.

### Organizacje
- Organizacja Ukraińskich Nacjonalistów – banderowcy (od rozłamu w 1940)
- Organizacja Ukraińskich Nacjonalistów – melnykowcy (od rozłamu w 1940)
- Wojskowy Ośrodek OUN, Krajowy Sztab Wojskowy
- Służba Bezpeky (1940–1945) – służba specjalna (wywiad i kontrwywiad) OUN-B
- Ukraiński Komitet Narodowy (1941) – ukraiński komitet powołany w Krakowie przez OUN-B
- Legion Ukraiński
- Drużyny Ukraińskich Nacjonalistów (1941–1943) – utworzone przez Wojskowy Ośrodek OUN we współpracy z Abwehrą wiosną 1941, na bazie żołnierzy Legionu Ukraińskiego
  - Batalion „Nachtigall”
  - Batalion „Roland”
- Samooboronni Kuszczowi Widdiły (od 1942) – zaplecze UPA, działające pod kierunkiem rejonowych przewodniczących OUN-B
- Ukraińska Powstańcza Armia (od 1943) – formacja zbrojna powołana przez OUN-B pod koniec 1942 roku
- Ukraińska Narodowa Samoobrona

## Zbrodnie nacjonalistów ukraińskich

### Zbieranie historycznych świadectw zbrodni
Prócz instytucji państwowych powołanych ustawowo do badania, dokumentowania i ścigania zbrodni przeciwko narodowi polskiemu jak Instytut Pamięci Narodowej, badaniem i dokumentowaniem zbrodni ukraińskich nacjonalistów zajmują się organizacje społeczne, w tym Światowy Związek Żołnierzy Armii Krajowej, założone w 1992 Stowarzyszenie Upamiętnienia Ofiar Zbrodni Ukraińskich Nacjonalistów z siedzibą we Wrocławiu, które wydaje kwartalnik „Na Rubieży” i działający od 1982 Ośrodek „Karta” wydający kwartalnik „Karta”. Karta uczestniczyła w organizacji w latach 1997–2005 serii seminariów historyków polskich i ukraińskich, poświęconych wzajemnym stosunkom w okresie II wojny światowej. Owocem seminariów jest dziesięciotomowa seria „Polska-Ukraina. Trudne pytania” zawierająca opracowania przygotowane w trakcie seminariów. Współwydawcami serii były Światowy Związek Żołnierzy Armii Krajowej i Ośrodek „Karta”.

### Prowadzone śledztwa
Śledztwa w sprawie zbrodni popełnionych przez ukraińskich nacjonalistów na ludności polskiej w latach 1939–1947 prowadzą obecnie terenowe oddziały Instytutu Pamięci Narodowej.
Oddziałowa Komisja Ścigania Zbrodni przeciwko Narodowi Polskiemu w Lublinie prowadzi śledztwa:
- Śledztwo w sprawie zbrodni ludobójstwa, popełnionych przez nacjonalistów ukraińskich na Polakach w latach 1939–1945 na terenie województwa wołyńskiego, sygn. S 1/00/Zi.
- Śledztwo w sprawie zbrodni ludobójstwa, dokonanych w dniu 10 kwietnia 1944 r. przez nacjonalistów ukraińskich w miejscowości Busieniec, Buśno, i Putnowice Kolonia, powiat Chełm, województwa lubelskiego (sygn. S. 13/10/Zi)

Oddziałowa Komisja Ścigania Zbrodni przeciwko Narodowi Polskiemu we Wrocławiu prowadzi szereg śledztw w sprawach o zbrodnie ludobójstwa dokonane w latach 1939–1945 przez nacjonalistów ukraińskich na Polakach w obrębie byłych województw: lwowskiego, stanisławowskiego, tarnopolskiego, z wyjątkiem tej części województwa lwowskiego, która po 1945 r. znalazła się w granicach Rzeczypospolitej Polskiej.
- Dla województwa lwowskiego są prowadzone osobne śledztwa dla powiatów: Żółkiew, Sokal, Gródek Jagielloński, Turka, Lwów oraz połączone w jednym postępowaniu: Rawa Ruska, Mościska, Jaworów, Rudki, Sambor i Drohobycz.
- Dla województwa stanisławowskiego są prowadzone osobne śledztwa dla powiatów: Kałusz, Stanisławów, Rohatyn, Śniatyń, Bóbrka oraz połączone w jednym postępowaniu: Kosów Huculski, Żydaczów, Tłumacz, Stryj, Dolina, Nadwórna, Halicz i Kołomyja.
- Dla województwa tarnopolskiego są prowadzone osobne śledztwa dla powiatów: Podhajce, Borszczów, Brody, Przemyślany, Buczacz, Brzeżany, Zborów, Trembowla, Tarnopol, Kamionka Strumiłowa, Czortków, Kopyczyńce, Radziechów, Skałat i Zaleszczyki.

Oddziałowa Komisja Ścigania Zbrodni przeciwko Narodowi Polskiemu w Rzeszowie prowadzi aktualnie (stan na listopad 2011 r.) następujące śledztwa w sprawie zbrodni popełnionych przez ukraińskich nacjonalistów na ludności polskiej:
- śledztwo w sprawie zbrodni popełnionych przez nacjonalistów ukraińskich na ludności polskiej na terenie byłego powiatu przemyskiego w latach 1944–1947 (S 2/00/Zi)[116],
- śledztwo w sprawie zbrodni popełnionych przez nacjonalistów ukraińskich na ludności polskiej na terenie byłego powiatu sanockiego w latach 1943–1947 (S 3/00/Zi)[116],
- śledztwo w sprawie zbrodni popełnionych przez nacjonalistów ukraińskich w latach 1943–1947 na ludności polskiej zamieszkałej na terenie byłego powiatu leskiego (S 19/02/Zi)[116],
- śledztwo w sprawie masowych zbrodni popełnionych przez nacjonalistów ukraińskich na obywatelach polskich, mieszkańcach powiatu jarosławskiego w latach 1943–1945 (S 33/02/Zi)[116],
- śledztwo w sprawie zbrodni popełnionych przez nacjonalistów ukraińskich w latach 1943–1947 na terenie powiatu lubaczowskiego na szkodę obywateli polskich narodowości polskiej i ukraińskiej, w wyniku których śmierć poniosła nieustalona bliżej liczba osób (S 45/02/Zi)[116].

### Szacunki ofiarrzezi wołyńskiejiczystki etnicznej w Małopolsce Wschodniej
- Stowarzyszenie Upamiętnienia Ofiar Zbrodni Ukraińskich Nacjonalistów: 185 tys. (liczby poza Wołyniem zawierają również ofiary ukraińskich formacji w służbie niemieckiej oraz ofiary nacjonalistów ukraińskich innych narodowości niż polska)[u],
- Grzegorz Motyka: 80–100 tys. Polaków[117],
- Wiktor Poliszczuk: 120 tys. Polaków, oraz 30 tys. Ukraińców zamordowanych przez własnych rodaków,
- Ewa Siemaszko: 120 tys. Polaków[118],
- Paweł Wieczorkiewicz: 70–114 tys. Polaków, oraz 30 tys. Ukraińców zamordowanych przez własnych rodaków[119].

Ryszard Szawłowski w artykule Genocidium atrox, publikowanym również jako Trzy ludobójstwa porównując zbrodnie dokonane na Polakach przez III Rzeszę, ZSRR i nacjonalistów ukraińskich, uznał, że te ostatnie z pewnych względów przewyższają zbrodnie niemieckie i sowieckie. Jego zdaniem o takiej kwalifikacji decyduje:
- fakt, iż ludobójstwo popełnione przez nacjonalistów ukraińskich miało formę natychmiastowej eksterminacji,
- okrucieństwo tortur, do jakich doszło w czasie zbrodni (genocidium atrox – genocyd okrutny, okropny, dziki, straszny),
- udział (oprócz UPA) tysięcy chłopów w ludobójstwie,
- mordowanie mieszanych narodowościowo małżeństw,
- fakt, iż ludobójstwa dokonali nie okupanci, ale Ukraińcy będący obywatelami polskimi,
- fakt, iż wydarzenia te pozostawały przemilczane lub były przedmiotem fałszowania historii.

Grzegorz Motyka (2011):

W świetle przytoczonych liczb wydaje się, że straty polskie w wyniku akcji UPA wyniosły prawdopodobnie około 100 tysięcy zabitych (przy czym raczej nieco mniej, a nie więcej niż 100 tysięcy). Wszelkie podawane wyższe liczby – 150 czy wręcz 200 tysięcy ofiar – nie znajdują potwierdzenia w żadnych poważnych badaniach naukowych, a ich częste pojawianie się w mediach można tłumaczyć chyba tylko chęcią wywołania sensacji.

## Działania ukraińskich nacjonalistów w latach 1945–1991

### OUN i UPA wZSRR
W Związku Radzieckim za „nacjonalizm ukraiński” uważano każdy przejaw ukraińskiego ruchu narodowego, w negatywnym rozumieniu tego słowa. Istniała cała grupa naukowców specjalizujących się w badaniu „zagadnienia ukraińskich burżuazyjnych nacjonalistów”. Do takowych zaliczano wszelkie ukraińskie partie, nawet socjaldemokratyczne.
Według sowieckich ocen na terenach Białoruskiej SRR działało około 250 grup OUN-B i UPA, każda liczyła od 25 do 500 osób. Charakter działań był podobny jak w Ukraińskiej SRR – zabijano funkcjonariuszy sowieckich, dokonywano akcji sabotażowych. W latach 1944–1947 UPA dokonała około 2384 dywersji antysowieckich, zabijając 1012–1225 osób. Przeciwko nim przeprowadzono około 4474 operacji przeciwpartyzanckich likwidując 92 nielegalne organizacje oraz 670 formacji partyzanckich, zabito około 3 tys. polskich i ukraińskich partyzantów (w BSRR działała również polska partyzantka). Od października 1943 r. po kwiecień 1953 r. Sowieci aresztowali 1282 ukraińskich nacjonalistów.
Od chwili zajęcia Wołynia i Małopolski Wschodniej przez Armię Czerwoną w 1944 r. mieszkańców terenów okupowanych i anektowanych w 1939 władze sowieckie traktowały jako obywateli ZSRR. Na ludność wiejską nałożono wysokie kontyngenty, ze wschodu ZSRR przybyły sowieckie kadry partyjne i państwowe, rozpoczęły się ponownie masowe aresztowania i deportacje „elementów antysowieckich”, niezależnie od narodowości (żołnierzy Armii Krajowej, czy profesorów wyższych uczelni lwowskich wywiezionych do pracy niewolniczej do obozów koncentracyjnych Gułagu w Donbasie). Władze sowieckie zwalczały wszystkie przejawy tego co określały jako ukraiński nacjonalizm – ukraińskie symbole narodowe (tryzub, flaga niebiesko-żółta) zostały uznane za nacjonalistyczne i zakazane, ukraińscy działacze polityczni, spółdzielczy, czy inteligenci byli aresztowani i deportowani do systemu Gułagu. Rozpoczęły się również sowieckie prześladowania antyreligijne. Motyw walki z „nacjonalizmem ukraińskim” pojawił się w tym kontekście w czasie siłowej likwidacji Ukraińskiej Cerkwi Greckokatolickiej. 11 kwietnia 1945 został aresztowany przez NKWD Josyf Slipyj, arcybiskup metropolita lwowski i halicki i wszyscy członkowie Episkopatu greckokatolickiego – „skazani” następnie przez NKWD na więzienie i długoletnią pracę przymusową w łagrach. NKWD aresztowało również ponad 800 z 2300 księży greckokatolickich „skazując” ich standardowo na 10 lat łagru. Pod pretekstem walki z „burżuazyjnym nacjonalizmem” władze sowieckie rozpoczęły skierowaną przeciwko inteligencji kampanię rusyfikacyjną.
UPA była zwalczana przez na Wojska Wewnętrzne NKWD, wsparte siatką agentów. UPA po nieudanych próbach rajdów na wschód skoncentrowała się na obronie terenu przed wpływami sowieckimi. Przeciwstawiała się ściąganiu kontyngentów, zabijała aktywistów, napadała na tworzone rady wiejskie, uwalniała więźniów, mordowała rzeczywistych bądź domniemanych agentów sowieckich (nierzadko z całymi rodzinami), paliła zboże i magazyny. Mniejsze grupy sowieckich żołnierzy były likwidowane. W największym punkcie rozwoju w 1944 r. UPA liczyła 25–30 tys. ludzi w ponad stu oddziałach partyzanckich w sile sotni. 5 i 6 lutego 1945 odbyła się narada Centralnego Prowodu OUN, na której postanowiono zmienić taktykę. Od tej pory UPA działała w małych grupach w sile czot, część członków skierowano do życia na „legalnej stopie” – tworzyli oni zakonspirowane grupy działające w miejscowościach, oddziały UPA całkowicie podporządkowano lokalnym prowidnykom OUN. Z czasem sytuacja nacjonalistycznego podziemia zaczęła się gwałtownie pogarszać, wpływ na to miały następujące czynniki: NKWD do zwalczanie partyzantki rzuciła duże siły – ponad 30 tys. wojsk wewnętrznych NKWD, podległe NKWD oddziały pograniczne, 69 tys. żołnierzy istriebitilnych batalionów NKWD, gęsta siatka agenturalna (175 rezydentów wywiadu NKWD, 1196 agentów, 9843 informatorów), deportacje osób powiązanych z partyzantką UPA, skuteczna taktyka przeciwpartyzancka (obławy w lasach, przeszukania domów, gęsta sieć posterunków tzw. Wielka Blokada),157 specgrup NKWD udających UPA (liczących 1808 osób) pogarszające się morale (oddalająca się nadzieja na konflikt pomiędzy ZSRR a Zachodem i na rozpad ZSRR wskutek narodowościowych ruchów odśrodkowych).
Większymi sukcesami UPA w walce z Sowietami było: postrzelenie w zasadzce na drodze dowódcy 1 Frontu Ukraińskiego gen. Nikołaja Watutina, rozgromienie batalionu Armii Czerwonej niedaleko Podhajec, wysadzenie składu amunicji i zniszczenie 5 samolotów na lwowskim lotnisku Skniłów, wyjście z okrążenia dużych sił UPA w bitwie pod Hurbami w lasach krzemienieckich. 26 stycznia 1945 roku enkawudziści zatrzymali jednego z wyższych dowódców UPA Jurija Stelmaszczuka, który po śledztwie wydał miejsce przebywania Dmytra Klaczkiwskiego. Po pościgu przez oddział wojsk wewnętrznych NKWD 12 lutego 1945 r. pierwszy dowódca UPA został zastrzelony. W 1946 r. w wyniku dużych strat Szuchewycz podjął decyzję o częściowym zdemobilizowaniu oddziałów i przejściu do podziemia. Od tej pory UPA nie przeprowadzało większych akcji partyzanckich. Duży nacisk położono na akcje propagandowe, likwidowanie sympatyków władzy sowieckiej i dywersje. Dużym ciosem dla nacjonalistycznego podziemia była „operacja Zachód” rozpoczęta 21 października 1947 r. – wysiedlono w niej 76 192 Ukraińców podejrzanych o sprzyjanie OUN.
W latach 1948–1949 w wyniku działań NKWD, oddziały UPA działały jedynie w Karpatach, w 1949 r. pozostały tylko dwie sotnie. 3 września 1949 r. Szuchewycz wydał rozkaz zakończenia wszelkich działań partyzanckich. Faktycznym początkiem końca działalności UPA było zabicie 5 marca 1950 przez NKWD Romana Szuchewycza – naczelnego dowódcy UPA – podczas próby aresztowania w Biłohorszczu. Szczątkowe oddziały partyzanckie UPA utrzymały się na terenie Ukraińskiej SRR do połowy lat 50. XX wieku. Po zabójstwie Lwa Rebeta i Stepana Bandery przez agenta KGB, aresztowani do kwietnia 1954 Centralni Prowidnycy OUN: Myron Matwijejko, Wasyl Hałasa i Wasyl Kuk, wydali w 1959 pod naciskiem KGB publiczne oświadczenia potępiające walkę zbrojną, doszło także do pokazowych procesów ounowców w których zapadły wyroki śmierci. Do 1960 r. Sowieci zlikwidowali resztki zbrojnych grup OUN-B i UPA.
OUN-B i UPA (według danych KGB USSR) przeprowadziło w latach 1944–1951 14 424 akcje zbrojne. W ich wyniku Sowieci stracili 30 676 zabitych, z czego 8340 pracowników NKWD i MGB, żołnierzy wojsk MGB, Armii Czerwonej i członków IB. Ponad 15 tysięcy zabitych stanowili cywile – mieszkańcy wsi i kołchozów.
Z kolei w wyniku prowadzonych przez NKWD i MGB represji zabito, aresztowano lub deportowano łącznie od 445 do 500 tysięcy mieszkańców zachodnich obwodów Ukrainy, a więc prawie co dziesiątego mieszkańca tego terenu. Liczba samych zabitych wyniosła 155 108 osób, deportowanych – 203 662 osoby.
Grzegorz Motyka stwierdza:

Mitem jest też twierdzenie, jakoby nacjonaliści byli wyizolowaną grupą społeczną. Przez ukraińskie podziemie przeszło 1–2 procent populacji Ukrainy zachodniej. Dokładnie taki sam procent zaangażowanych w działalność ruchu oporu spotykamy na Litwie i w wielu innych państwach. Pokazuje to, że – szczególnie powojenna – walka UPA z komunistami cieszyła się ogromnym poparciem społecznym na Wołyniu i w Galicji Wschodniej. Zresztą, bez tego podziemie nie byłoby w stanie tak długo istnieć w warunkach sowieckich.

### OUN, UPA na terytoriumPolski

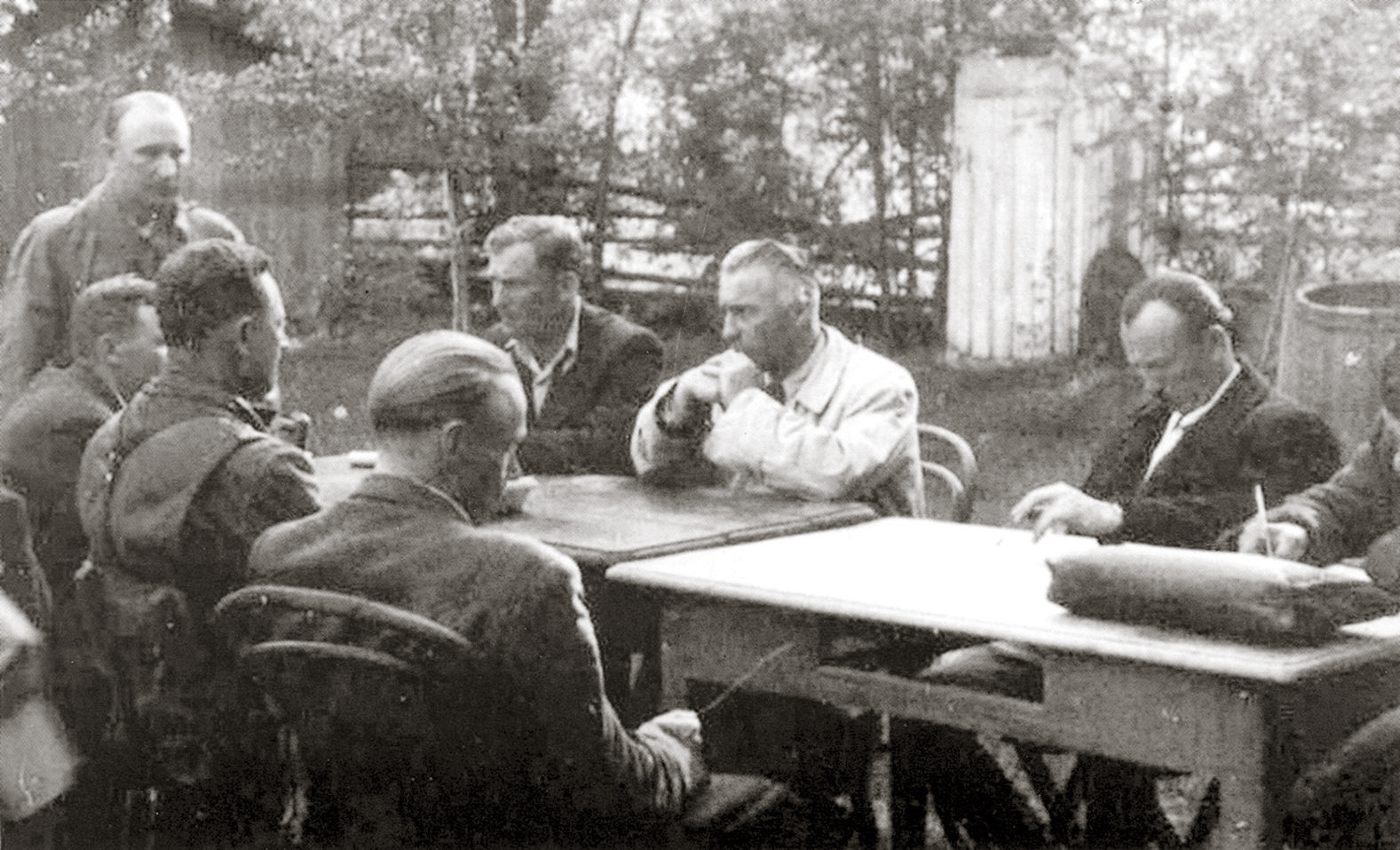
Spotkanie WiN i UHWR, OUN-B i UPA koło Rudy Różanieckiej 21 maja 1945. Od lewej stoi: kpr. Józef Borecki „Komar” – adiutant komendanta Obwodu AK–DSZ–WiN Tomaszów Lubelski, siedzą przodem od lewej: por. „Norbert”, kpt. Marian Gołębiewski „Irka” – inspektor Inspektoratu AK–DSZ–WiN Zamość, kpt. Stanisław Książek „Rota” oraz Mykoła Wynnyczuk „Kornijczuk”– prowidnyk II okręgu Organizacji Nacjonalistów Ukraińskich, od lewej siedzą tyłem: przedstawiciel Ukraińskiej Głównej Rady Wyzwoleńczej płk Jurij Łopatynski „Szejk”, Serhij Martyniuk „Hrab” oraz „Polakowski”

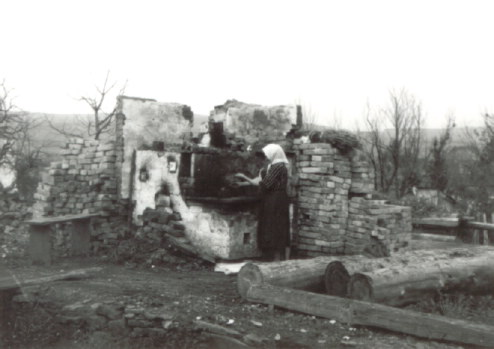
Trzykrotnie spalone przez UPA (w marcu, kwietniu i listopadzie 1946) Bukowsko, zdjęcie z 1946

Pod względem struktury tereny obecnej Polski wchodziły do dwóch okręgów UPA: II i VI. Po wytyczeniu granicy sowiecko-polskiej dokonano reorganizacji tworząc VI Okręg Wojskowy UPA „San”, podlegający zgrupowaniu UPA-Zachód dowodzonemu przez Wasyla Sydora. Siatką cywilną kierował Jarosław Staruch, któremu podlegali: dowódca UPA Myrosław Onyszkewycz, dowódca SB OUN Petro Fedoriw oraz odpowiedzialny za działalność propagandową Wasyl Halasa. Tereny dzisiejszej Polski były określane jako Zakerzonia. Zdaniem Grzegorza Motyki ziemie te miały od 1945 roku dla nacjonalistycznego podziemia ukraińskiego znaczenie drugoplanowe. OUN-B i UPA w Polsce od roku 1945 miały zadanie utworzyć kanały łączności z Zachodnią Europą oraz przeciwdziałać wysiedleniom Ukraińców, które wynikły z umowy o wymianie ludności między Polską a BSRR i USRR.
Zbigniew Palski uważa, że UPA dążyło do oderwania od Rzeczypospolitej terenów uważanych przez nich za ukraińskie. Dowodem na to ma być proklamowanie na terenie powiatu przemyskiego i okolic przez nacjonalistów ukraińskich tzw. Republiki Przemyskiej. Zwycięstwo nad hitlerowskimi Niemcami i ustalenie granicy między PRL a ZSRR nie oznaczało rezygnacji OUN-UPA z traktowania dalszych terenów obecnej Polski, wówczas zamieszkanych w zdecydowanej mniejszości przez ludność ukraińską, jako części ich przyszłego państwa. Nad tym obszarem OUN-UPA starały się utrzymać kontrolę, licząc na wybuch trzeciej wojny światowej. Po zakończeniu wojny nacjonaliści nadal mordowali i rabowali Polaków, a także stosowali terror wobec ukraińskiej ludności zmuszając ją do podporządkowania się OUN-UPA
Oddziały UPA i SKW walcząc z wysiedleniami Ukraińców prowadziły także akcje przeciwko posterunkom MO, niszczono tory kolejowe, mosty, palono wysiedlone wsie, organizowano zasadzki na oddziały wojska, atakowano i palono polskie wsie (m.in. Wiązownicę, Borownicę, Nowosielce). W kwietniu-maju 1945 podjęto próby porozumienia pomiędzy UPA a polskim podziemiem poakowskim. 21 maja 1945 kpt. Marian Gołębiewski (AK-DSZ Zamość) i ppłk Jurij Łopatynski (UHWR i UPA) zawarli porozumienie obejmujące nieagresję, współpracę i pomoc. Dotyczyło ono powiatów: lubaczowskiego, tomaszowskiego, hrubieszowskiego, biłgorajskiego i chełmskiego i przetrwało do kwietnia 1947 roku. 27 maja 1946 oddziały UPA i WiN przeprowadziły wspólny atak na Hrubieszów, atakując siedziby NKWD i UB, uwalniając więźniów politycznych i niszcząc akta policyjne.
Rozejm pomiędzy podziemiem ukraińskim a polskim spowodował zatrzymanie akcji przesiedleńczej. Wówczas komunistyczne władze podjęły decyzję o wysiedlaniu siłą przy użyciu wojska. Do połowy 1946 sukcesy wojska były niewielkie. Dopiero w 1946 nowa taktyka polegająca na nocnych przeczesywaniach wsi i lasów dała pewne rezultaty. Mimo to UPA w owych walkach miała niejednokrotnie przewagę dzięki lepszej znajomości terenu, dobrze urządzonym kryjówkom, doskonałemu rozeznaniu wszelkich ruchów polskiej strony w wyniku obserwacji i wywiadu współpracującej z nią ludności ukraińskiej, która też zapewniała zaopatrzenie uzupełniane rabunkiem dokonywanym na Polakach. Na początku 1947 władze polskie postanowiły ostatecznie rozwiązać problem UPA i Ukraińców w Polsce (wiele wskazuje, że pod naciskiem władz sowieckich). 28 kwietnia 1947 r. przeprowadzono akcję „Wisła” w wyniku której wysiedlono ponad 140 tys. Ukraińców. Podejrzanych o sympatie nacjonalistyczne kierowano do obozu pracy w Jaworznie. Równocześnie przeprowadzono silne uderzenia w struktury UPA. Większość sotni została zdziesiątkowana, część z nich zmuszona została przebijać się przez Czechosłowację na Zachód. 17 września 1947 krajowy prowidnyk OUN, Jarosław Staruch, otoczony przez KBW wysadził się w schronie, dzień wcześniej aresztowano szefa SB OUN Petro Fedoriwa, 5 marca 1948 r. aresztowano dowódcę UPA Myrosława Onyszkewycza. Resztki podziemia zlikwidowano do jesieni 1948 r.

### UPA wCzechosłowacji
Ukraińcy zamieszkujący Słowację byli słabo uświadomieni narodowościowo. Część z nich uważała się za Rusinów lub Karpato-Rusinów. Poparcie dla działań nacjonalistycznej partyzantki było niewielkie i wiązało się raczej z niechęci do komunizmu. Najczęstszą formą działalności UPA w Czechosłowacji były rajdy wykonywane z terenu Polski w celu prowadzenia antykomunistycznej propagandy, sotnie UPA unikały raczej walki, w grudniu 1945 nieustalony do tej pory oddział (prawdopodobnie bojówka SB-OUN) obrabował kilka miejscowości, w Kolbasovie dokonał pogromu Żydów (zginęło 11 osób), zabito także w innych miejscowościach 18 komunistów i Żydów. 6 maja 1946 r. doszło do spotkania polsko-czechosłowackiego na którym ustalono zasady współpracy przy zwalczaniu UPA. W tym miesiącu rozpoczęto przekazywanie ukraińskiej ludności stronie polskiej, która kierowała ją do ZSRR (w sumie przeniesiono 3116 osób). Na granicy pojawiły się silne patrole wojska, które przeprowadzały obławy na UPA (czasem zapędzały się na stronę polską). Podczas akcji „Wisła” na Słowacji, Morawach i Czechach do zwalczania UPA przygotowano 13,5 tys. ludzi. Nie zapobiegło to próbom przedostania się UPA na Zachód. Rajdy podjęły sotnie „Hromenki”, „Burłaki” i „Brodycza”. Jedynie pierwszej z tych sotni udało się w większości przebić do Austrii.,
Ogółem Czechosłowacy zabili 61 upowców, 289 wzięli do niewoli, aresztowano 65 współpracowników UPA i 46 członków siatki cywilnej. Straty czechosłowackie wyniosły 32 zabitych i 26 rannych.

### Nacjonaliści ukraińscy na emigracji
Już w 1944 r. Centralny Prowid OUN-B wysłał na zachód specjalną ekipę OUN-B i UHWR, by uzyskać międzynarodowe poparcie dla ukraińskiego podziemia. Szefem misji został Mykoła Łebed. Od początku pojawiły się nieporozumienia pomiędzy ekipą UHWR a wypuszczonymi z więzień banderowcami. Bandera i Stećko nie mogli pogodzić się z czysto symboliczną rolą, jaką dla nich przewidziała nowa władza OUN. W lutym 1946 w Monachium banderowcy utworzyli Zagraniczne Formacje OUN (ZCz OUN) kierowane przez Banderę. Ważną częścią tej organizacji była Służba Bezpieczeństwa (SB ZCz OUN), która likwidowała sowieckich agentów, a także przeciwników politycznych. W 1947 r. do Niemiec przybyło kilkuset partyzantów UPA, którzy przebili się z Polski. Wzbudzili oni zainteresowanie zachodnich wywiadów, które rozważały możliwość nacjonalistów do działań wywiadowczych. 28–31 sierpnia 1948 r. w Mittenwaldzie w Niemczech zebrała się Nadzwyczajna Konferencja ZCz OUN, na której doszło do rozłamu – z partii odeszli m.in. Lew Rebet i Mykoła Łebed. Spotkało się to z krytyką Centralnego Prowodu OUN, w wyniku której Bandera zrzekł się przewodnictwa Zcz OUN. Do partii przyjęto z powrotem usuniętych członków UHWR, a na III Konferencji ZCz OUN w 1951 na przewodniczącego wybrano Stećkę. Zgoda nie potrwała długo, przy próbie powrotu Bandery do władzy w ZCz OUN, w styczniu 1954 z Zagranicznych Formacji OUN wystąpiła grupa Rebeta (Lew Rebet, Mykoła Łebed, Myrosław Prokop i in.), początkowo używała nazwy identycznej z ZCz OUN. 25 grudnia 1956 Lew Rebet powołał do życia Organizację Ukraińskich Nacjonalistów za Granicą (OUN-z) odwołującą się do platformy demokratycznej UHWR. Jednocześnie ZCz OUN oficjalnie powróciły do ideologii Doncowa.
Sowieckie służby specjalne prowadziły grę operacyjną z ukraińskimi nacjonalistami na emigracji, dezinformując władze Zcz OUN. Akcja ta rozpoczęła się w 1948 r. zwerbowaniem do współpracy Leona Łapińskiego ps. „Zenon”. Od tej pory zrzuty spadochroniarzy na terytorium USSR były dość skutecznie likwidowane. Oprócz tego utworzono fikcyjne oddziały siatki podziemia, nadawano fałszywe radiogramy do środowiska banderowskiego w Niemczech. Pomiędzy 1951 a 1954 rokiem przechwycono 4 grupy kurierskie, zlikwidowano 33 agentów SIS oraz CIA. Dzięki wywiadowi udało się także schwytać dwóch ostatnich członków Centralnego Prowodu OUN – Wasyla Hałasę i Wasyla Kuka. W 1954 r., po wpadce siatki Zenona, Brytyjczycy zerwali współpracę z OUN. ZCz OUN zawarło jednak porozumienie z wywiadem włoskim. Nadal wysyłało do Polski i USRR swoich kurierów i przedstawicieli. Wpływ na to miała dezinformacja sowiecka, która podtrzymywała złudne wrażenie u emigracyjnych działaczy o istnieniu w USRR silnego podziemia.
Wywołało to irytację władz sowieckich. W 1957 Nikita Chruszczow, I sekretarz KC KPZR polecił Aleksandrowi Szelepinowi, szefowi KGB zlikwidować kierownictwo emigracyjnego OUN. Operacja miała być przeprowadzona skrycie, przy pomocy pistoletu z trucizną (cyjanowodór w aerozolu) wywołującego u zamordowanego objawy zawału serca. Sowieci mogli liczyć, że zabójstwa nie wyjdą na jaw, lub zostaną odebrane jako wewnętrzne porachunki w ramach OUN. Jako pierwszy cel wybrano Lwa Rebeta, przywódcę OUN-z, gdyż organizacja ta współpracowała z USA i była uważana za groźniejszą dla ZSRR niż ZCz OUN. 12 października 1957 r. agent KGB Bohdan Staszynski zamordował Lwa Rebeta, a 15 października 1959 r. Stepana Banderę kierującego Zcz OUN (Zagraniczne Formacje OUN). Staszynski został odznaczony przez kierownictwo ZSRR Orderem Czerwonego Sztandaru, jednak w 1961 zbiegł na Zachód i ujawnił prawdę o sowieckiej operacji, wywołując międzynarodową propagandową kompromitację Kremla jako zleceniodawcy zabójstw politycznych.

## Nacjonalizm ukraiński współcześnie

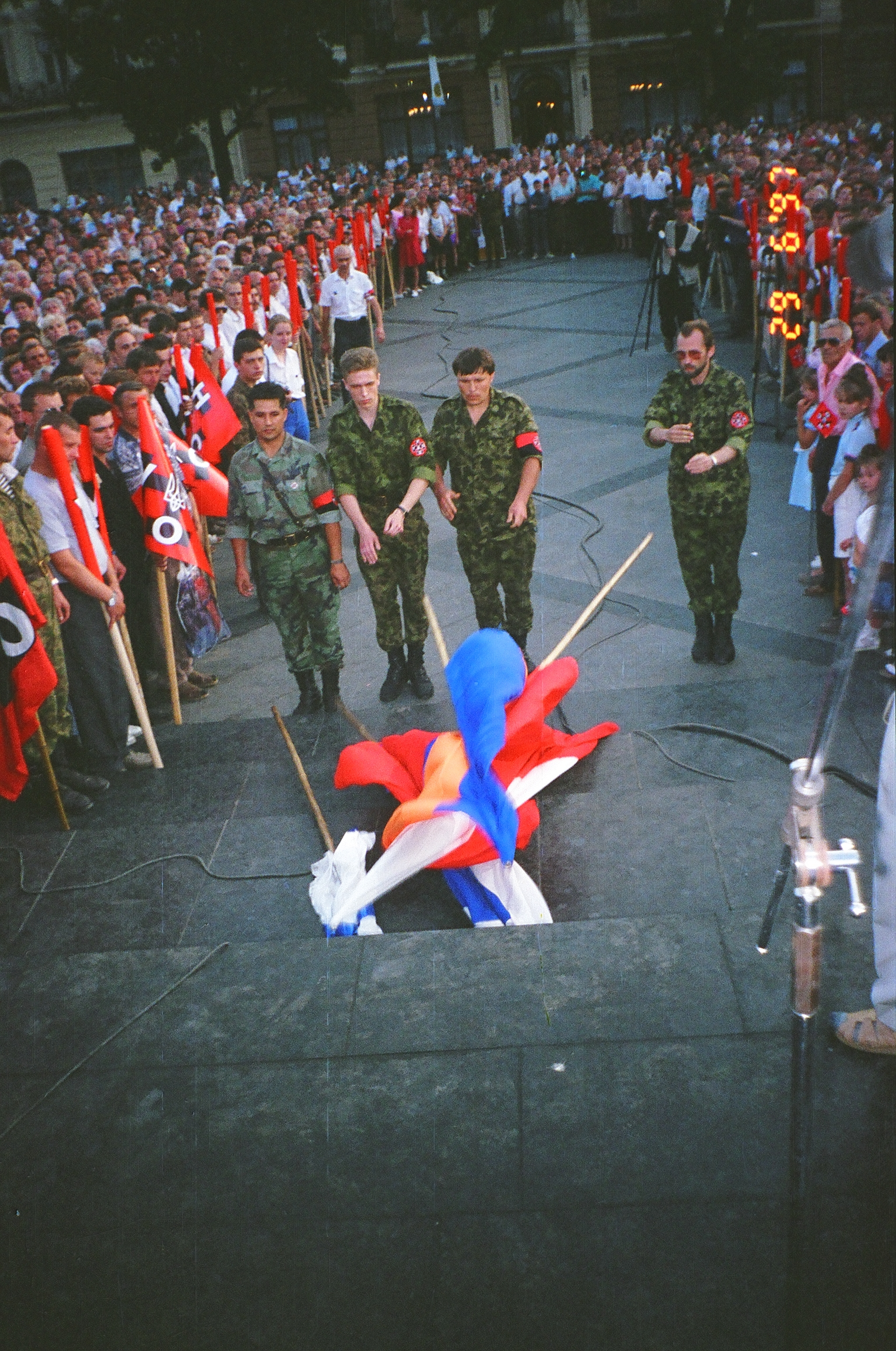
Dewastacja flag Polski, Rosji i Rumunii podczas wiecu UNA-UNSO we Lwowie w 1997 roku

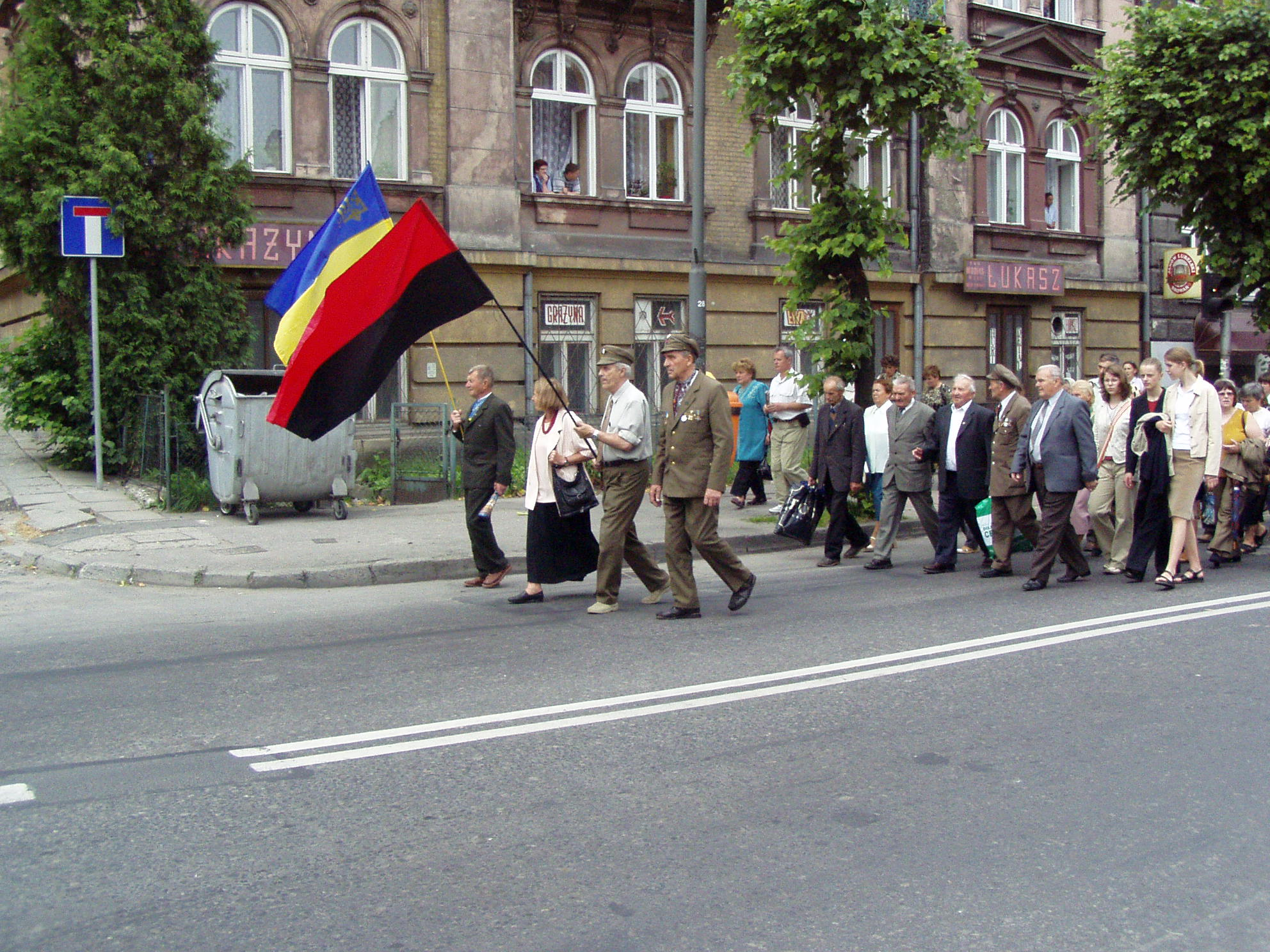
Przemarsz weteranów UPA w Przemyślu

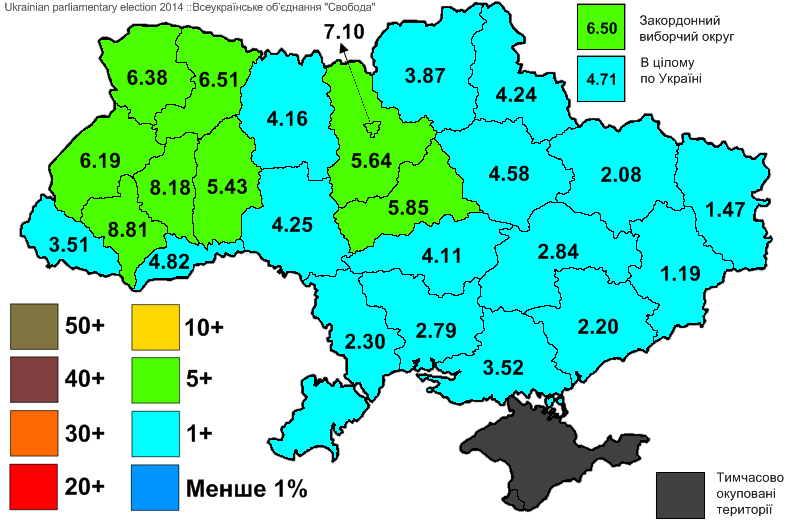
Wyniki wyborów parlamentarnych na Ukrainie 26.10.2014 – Ogólnoukraińskie Zjednoczenie „Swoboda”.

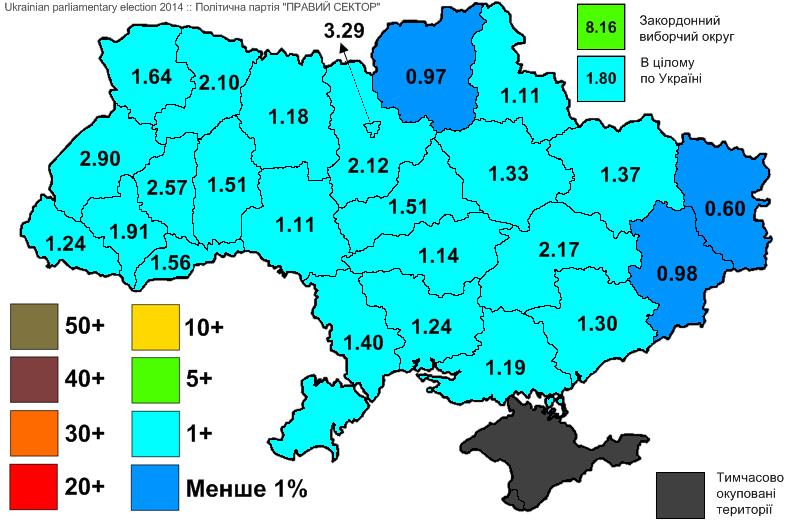
Wyniki wyborów parlamentarnych na Ukrainie 26.10.2014 – Prawy Sektor.

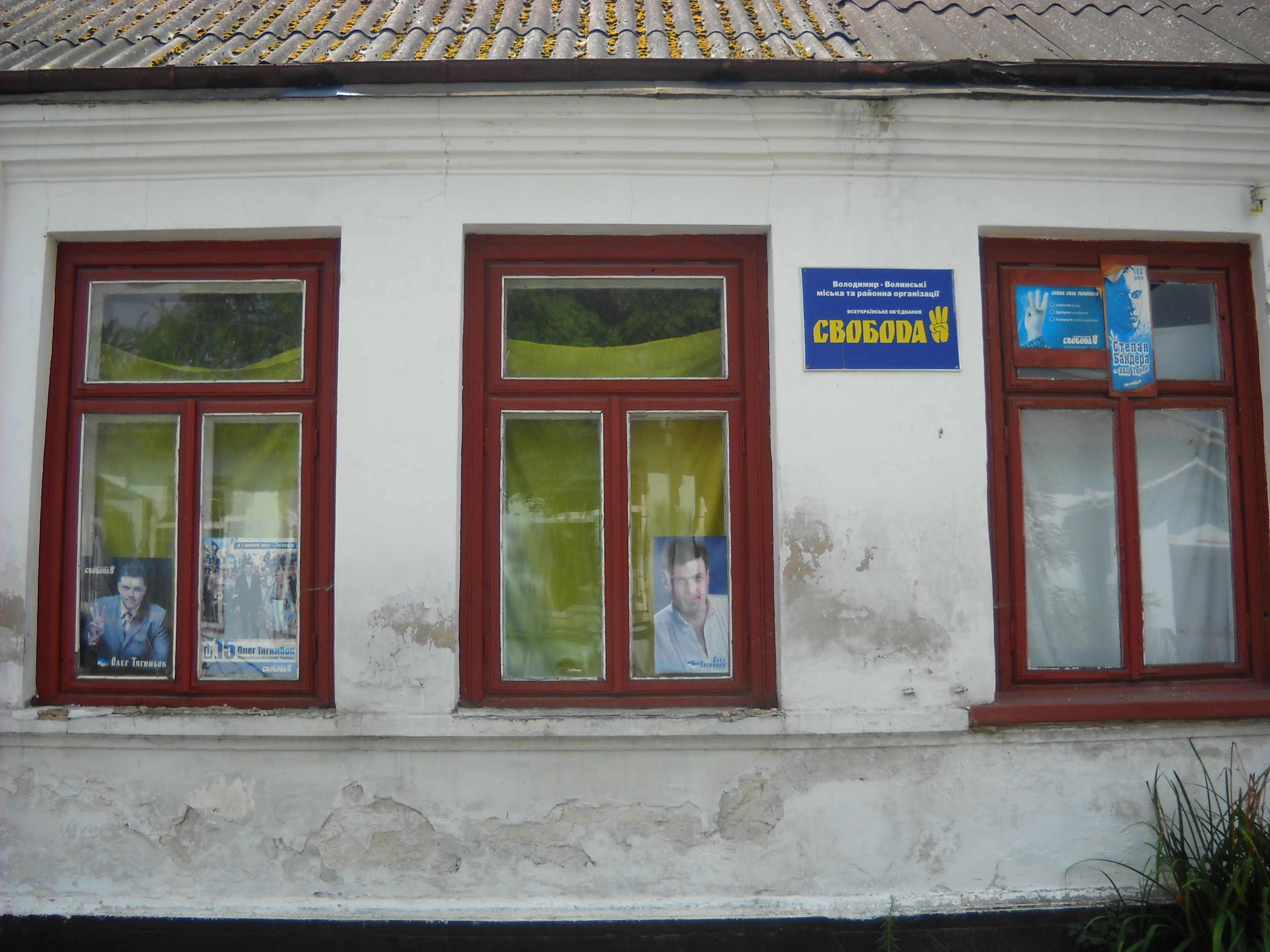
Siedziba partii „Swoboda” we Włodzimierzu Wołyńskim. Widoczne plakaty wyborcze Ołeha Tiahnyboka i plakat z postacią Stepana Bandery (po prawej)

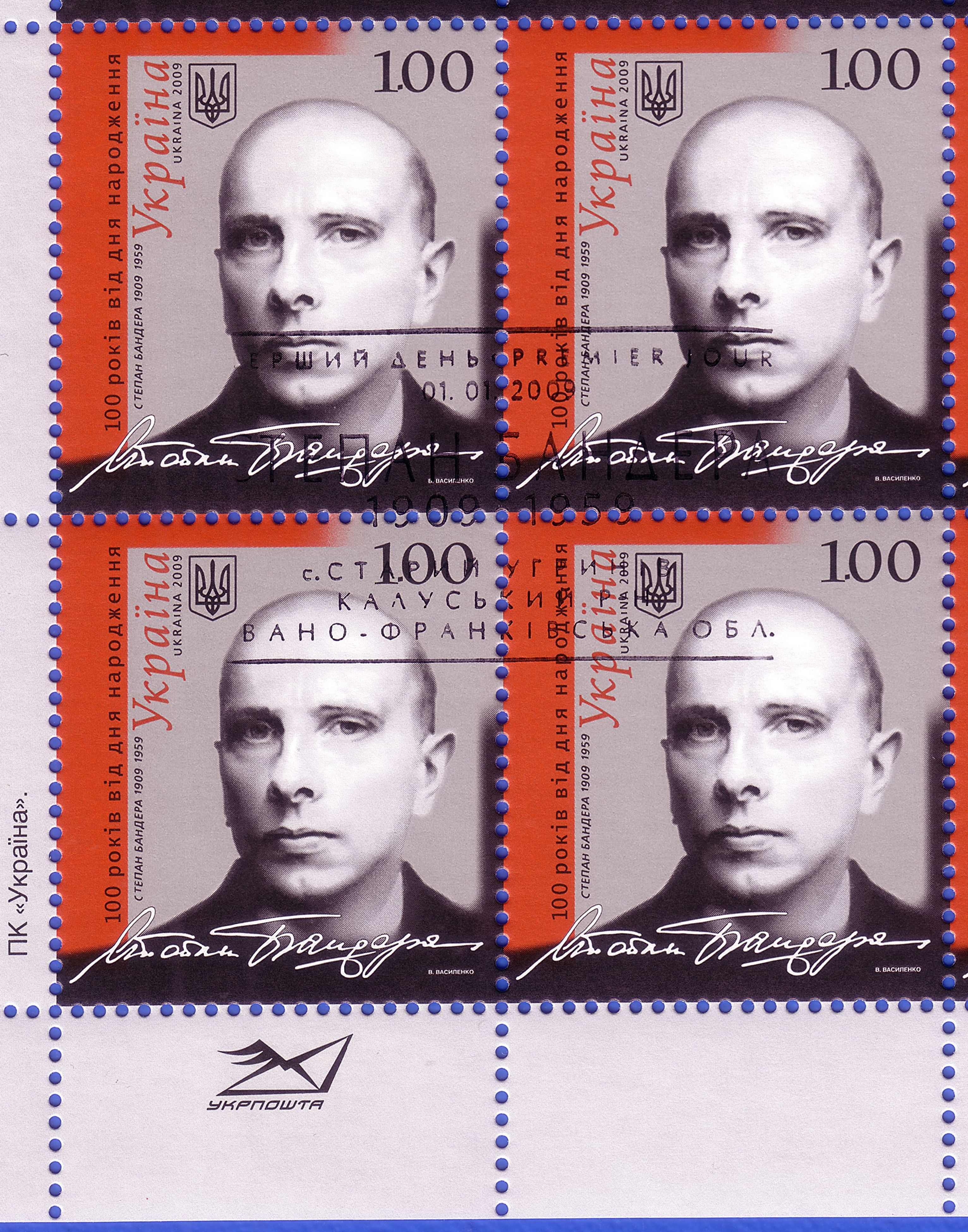
Znaczek poczty Ukrainy z 2009, wydany w setną rocznicę urodzin Stepana Bandery

W czasie rozkładu ZSRR (od 1989) i po jego upadku (1991) i proklamowaniu niepodległości przez Ukrainę zostały odtworzone na jej terenie (z udziałem ukraińskiej emigracji politycznej z Europy Zachodniej i Kanady) organizacje nacjonalistów ukraińskich. Najpierw melnykowcy, którzy swoją frakcję OUN zarejestrowali jako organizację społeczną, po nich banderowcy, którzy zarejestrowali się na Ukrainie, jako Kongres Ukraińskich Nacjonalistów.
Po uzyskaniu niepodległości przez Ukrainę, w jej części zachodniej nastąpiło upamiętnianie działaczy nacjonalistycznych poprzez nadawanie ich nazwisk miejscom publicznym (ulicom, placom, szkołom), wznoszenie pomników i tablic pamiątkowych i tworzenie miejsc pamięci. Dotyczy to zwłaszcza postaci: Stepana Bandery, Romana Szuchewycza, Dmytro Doncowa, Jewhena Konowalca, Dmytro Klaczkiwskiego, Andrija Melnyka, Jarosława Stećki i Stepana Łenkawskiego. Tylko do 2010 roku na zachodzie Ukrainy dzięki dotacjom samorządów odsłonięto około 1000 pomników i tablic ku czci UPA i SS „Galizien”. Pomniki ku czci UPA powstały także w miejscowościach, gdzie doszło do zbrodni na polskiej ludności cywilnej popełnionej właśnie przez jej oddziały, np. w Podkamieniu i Janowej Dolinie (dzis. Bazaltowe). W październiku 2011 roku jedną z dwóch ulic we wsi Rajłów (obwód lwowski) próbowano z inicjatywy radnego partii „Swoboda” przemianować na „Żołnierzy Batalionu Nachtigall”, uchwała rady wiejskiej Rajłowa w tej sprawie została zawetowana przez przewodniczącego nadrzędnej rady wiejskiej i nie weszła w życie. We Lwowie znajdują się ulice: Stepana Bandery, Romana Szuchewycza, Dmytro Doncowa, Jewhena Konowalca, Andrija Melnyka i Jarosława Stećki.
Po uzyskaniu przez Ukrainę niepodległości rozpoczął się proces desowietyzacji i kształtowania świadomości historycznej Ukraińców, przez historyków i dziennikarzy i ukraińskie władze, określony przez Johna-Paula Himkę jako polityka OUN – UPA – Hołodomor. Wzorców dla współczesnej ukraińskiej polityki historycznej dostarczyły publikacje ukraińskich autorów emigracyjnych, z których wielu było nacjonalistami. Jednym z głównych punktów nowoczesnej interpretacji własnej historii przez diasporę ukraińską było w opinii szwedzkiego historyka Pera Andersa Rudlinga zaprzeczanie faszystowskiej i antysemickiej naturze OUN, jej zbrodniom wojennym, czystkom etnicznym i udziałowi w Holokauście.
OUN i UPA niezgodnie z faktami przedstawiane są jako organizacje demokratyczne, tolerancyjne i przychylne wieloetnicznej Ukrainie, które położyły podwaliny obecnej ukraińskiej demokracji, sojusznik zachodnich aliantów. Uczestników nacjonalistycznego podziemia przedstawia się jako bohaterów gotowych bezinteresownie oddać życie za niepodległość Ukrainy, walczących na terenie całego kraju w jego współczesnych granicach. W opowieściach o nich rzeczywistość miesza się z mitami i legendami. David R. Marples wymienia następujące składniki mitu o wojowniku UPA: idealizm, samopoświęcenie, odwaga, męstwo, rycerskość oraz nawiązania do Kozaczyzny.
Roman Szuchewycz (2007) i Stepan Bandera (2010) zostali odznaczeni przez prezydenta Ukrainy Wiktora Juszczenkę najwyższym ukraińskim tytułem honorowym – Bohatera Ukrainy. Po dojściu do władzy Wiktora Janukowycza dekrety te zostały uchylone w trybie prawomocnych orzeczeń Okręgowego Sądu Administracyjnego w Doniecku (2011). W odpowiedzi na ten wyrok władze zachodnich obwodów Ukrainy wyraziły stanowczy sprzeciw, a działacze nacjonalistyczni z partii „Swoboda” zagrozili „marszem na Kijów i usunięciem siłą obecnych władz”. Jurij Mychalczyszyn, deputowany do Rady Miejskiej Lwowa oświadczył: Banderowska armia przepłynie przez Dniepr i wyrzuci z Kijowa donieckich bandytów.
Tytuł Bohatera Ukrainy, z rąk prezydenta Juszczenki otrzymał również Jurij Szuchewycz (syn Romana Szuchewycza).
W gloryfikacji OUN i UPA, według Iwana Kaczanowskiego, biorą udział takie media jak: 1 kanał TV, 5 kanał, gazety: Deń, Dzerkało Tyżnia, Ukraińska Prawda, Ukraina Mołoda oraz różne media lokalne.
Rostysław Nowożeneć, deputowany lwowskiej rady obwodowej z Bloku Julii Tymoszenko w latach 2006–2010, proponował nazwanie stadionu budowanego we Lwowie na Mistrzostwa Europy w Piłce Nożnej 2012 imieniem Stepana Bandery, stadion otrzymał nazwę Arena Lwów. Kierowana przez Nowożenca fundacja „Ukraina-Ruś” w 2010 roku wydała przewodnik zatytułowany „Ukraińskie miejsca w Polsce”, w którym znalazły się stwierdzenia, że plemię Polan to plemię ukraińskie, Juliusz Słowacki, Zygmunt II August, Stanisław August Poniatowski byli Ukraińcami, a Kraków to „staroukraiński gród”, który dostał się pod okupację Polaków. Od państwa rosyjskiego żądał 10,5 trylionów hrywien jako odszkodowanie dla Ukrainy za „śmierć milionów jej mieszkańców z rąk rosyjskich oprawców”. W styczniu 2011 wraz z Jurijem Szuchewyczem na wiecu we Lwowie Nowożenec wzywał do przyłączenia do Ukrainy terytoriów w granicach Polski: Łemkowszczyzny, Nadsania, Chełmszczyzny i Podlasia.
Rok 2011 decyzją Lwowskiej Rady Obwodowej został ogłoszony w obwodzie lwowskim rokiem Jewhena Konowalca (z okazji przypadającej rocznicy jego 120 urodzin), rok ten został poświęcony także pisarzowi Markijanowi Szaszkewyczowi. Tarnopolska Rada Obwodowa także poświęciła rok 2011 Jewhenowi Konowalcowi i Dmytro Klaczkiwskiemu („Kłym Sawur”) (jednemu z inicjatorów i głównych kierujących rzezią wołyńską).
W obwodach zachodnich Ukrainy rosnące poparcie w wyborach znajdowała w latach 2009–2012 nacjonalistyczna partia Ogólnoukraińskie Zjednoczenie „Swoboda”. W 2009 partia odniosła sukces w wyborach w obwodzie tarnopolskim zdobywając 34,45% poparcia, odpowiednio 154 325 głosów wyborców. Partia ta zwyciężyła także podczas wyborów samorządowych w 2010 roku zarówno w obwodzie tarnopolskim, jak i iwanofrankiwskim i lwowskim. W wyborach parlamentarnych w 2012 roku partia uzyskała 10,44% poparcia (2 129 906 głosów).
Po protestach Euromajdanu (XI 2013 – II 2014) i odsunięciu od władzy Wiktora Janukowycza i Partii Regionów (II 2014) nastąpił spadek popularności partii „Swoboda”. Jej przewodniczący Ołeh Tiahnybok w przedterminowych wyborach prezydenckich 25 maja 2014 otrzymał poparcie 1,16% ogółu wyborców (210 476 głosów). W przedterminowych wyborach 26 października 2014 do Rady Najwyższej „Swoboda” uzyskała z kolei siódme miejsce według liczby oddanych głosów (742 022 głosów– 4,71%) i nie pokonawszy progu 5% nie weszła do parlamentu. W Radzie Najwyższej 2014 partię „Swoboda” reprezentuje 6 deputowanych (na 423 deputowanych Rady), wybranych w okręgach jednomandatowych (po jednym okręgu jednomandatowym w obwodach: połtawskim, rówieńskim, tarnopolskim i kijowskim i w dwóch okręgach jednomandatowych w Kijowie).
Drugie ugrupowanie nacjonalistyczne – UNA-UNSO przekształciło się 22 marca 2014 w partię Prawy Sektor. Jej przewodniczący Dmytro Jarosz w przedterminowych wyborach prezydenckich 25 maja 2014 otrzymał poparcie 0,7% ogółu wyborców (127 772 głosów). W przedterminowych wyborach 26 października 2014 do Rady Najwyższej Prawy Sektor uzyskał dwunaste miejsce według liczby oddanych głosów (284 936 głosów – 0,80%) i nie pokonawszy progu 5% nie wszedł do parlamentu. W Radzie Najwyższej 2014 jedynym deputowanym Prawego Sektora jest Dmytro Jarosz, wybrany w okręgu jednomandatowym w obwodzie dniepropetrowskim, gdzie uzyskał 21 074 głosy.

### Wydarzenia

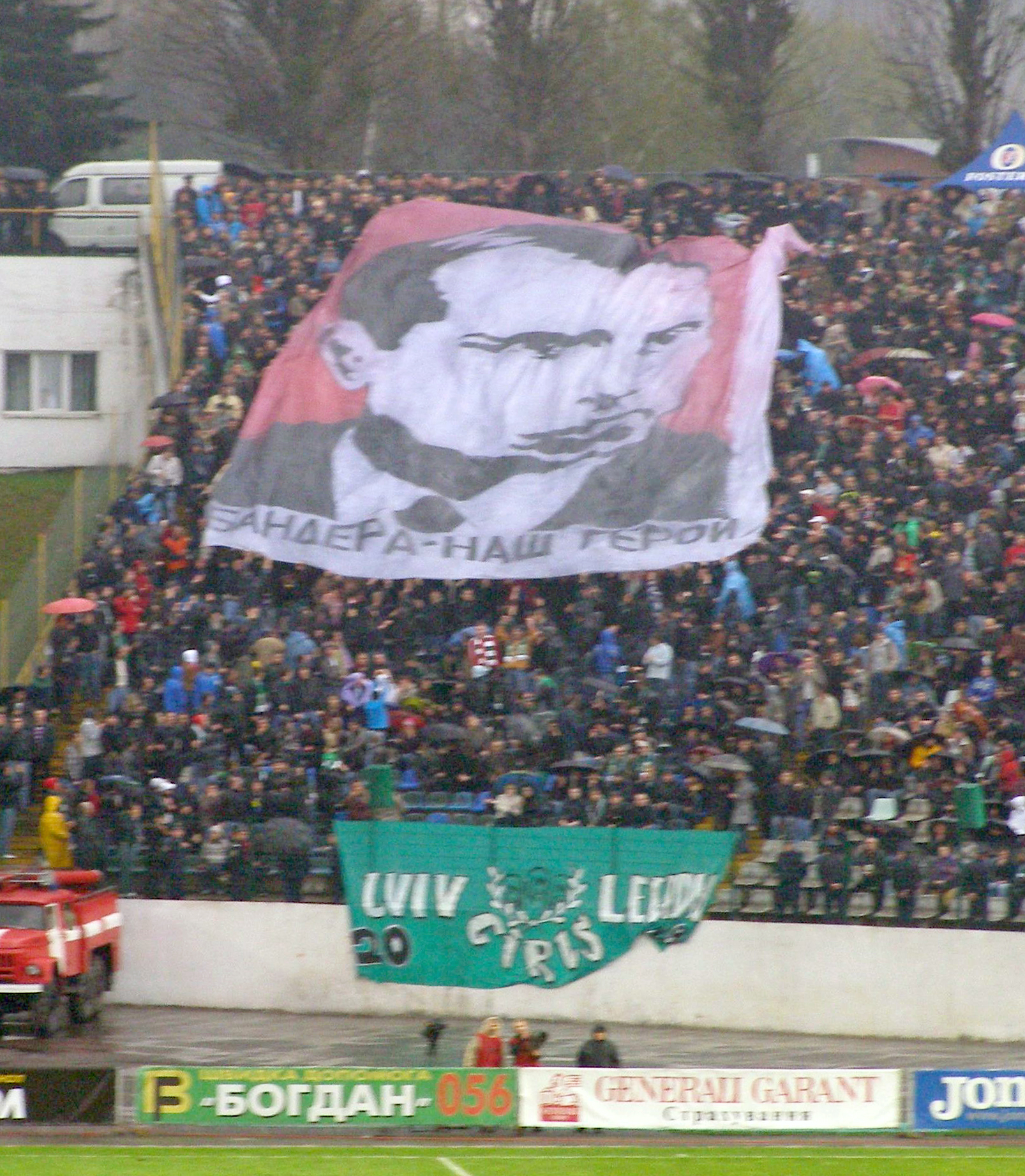
Banner przedstawiający wizerunek Stepana Bandery z napisem „BANDERA – NASZ BOHATER” podczas meczu ukraińskich klubów piłkarskich: Karpaty Lwów vs. Szachtar Donieck (15 kwietnia 2010)

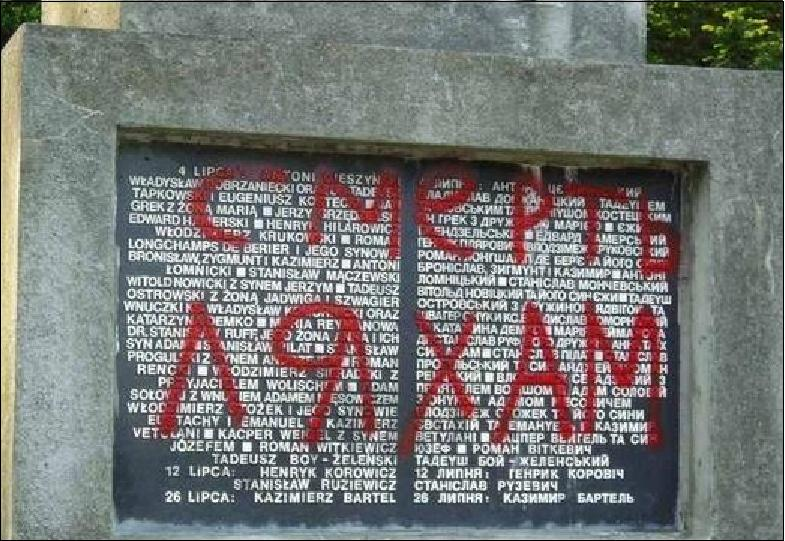
Sprofanowany w nocy z 9/10 maja 2009 pomnik polskich profesorów (ukr. Смерть Ляхам, Śmierć Polakom)

W 2009 roku aktywiści partii „Swoboda” usiłowali zakłócić uroczystości rocznicowe upamiętniające zbrodnię w Hucie Pieniackiej. Również w 2010 r. nacjonaliści ze „Swobody” usiłowali przeszkodzić rocznicowym obchodom mordu w Hucie Pieniackiej blokując dojście do pomnika zamordowanych, rok wcześniej zażądali demontażu pomnika upamiętniającego polskie ofiary mordu, wystawionego w tej miejscowości w 2005 roku przez Radę Ochrony Pamięci Walk i Męczeństwa.
W nocy z 9/10 maja 2009 we Lwowie został przez nieznanych sprawców sprofanowany pomnik zamordowanych przez Einsatzkommando zur Besonderen Vervendung polskich profesorów uczelni lwowskich na Wzgórzach Wuleckich; pokryto go swastykami i napisem w języku ukraińskim – „Śmierć Lachom”. Zdaniem Lucyny Kulińskiej profanacji dokonali nacjonaliści ukraińscy.
Pod koniec 2009 roku w telewizji ukraińskiej wyemitowano serial Historia ziem ukraińskich, sponsorowany przez Browar Lwowski. Skandal wywołał jego odcinek poświęcony rzezi humańskiej, zachęcający do poznania „chwalebnej przeszłości ojczyzny”. W odcinku tym ataman Żeleźniak po zdobyciu miasta, posilając się piwem marki Lwowskie, powiesił na kościelnej wieży „Lacha, Żyda i psa – bo ich wiara jednakowa” (Lach, Żyd i sobaka – wse wira odnaka). Słowa te w przeszłości wykorzystywane były na tabliczkach, które podczas koliszczyzny hajdamacy umieszczali na szubienicach obok mordowanych Polaków i Żydów (obok człowieka wieszano zazwyczaj psa). Treść odcinka wzbudziła protesty w polskich organizacjach kresowych, ze strony części ukraińskich publicystów oraz polityków polskich. Poseł na Sejm RP Stanisław Pięta zaapelował do Grupy Carlsberg, do której należy Browar Lwowski, o przeproszenie Polski oraz Izraela, domagał się także interwencji polskiego MSZ i zapowiedział organizację bojkotu piw Grupy.
1 kwietnia 2010 r. kilkunastoosobowa grupa nacjonalistycznej młodzieży z partii „Swoboda”, wznosząc antypolskie i antysemickie hasła, przerwała konferencję prasową w Kijowie z udziałem ks. Tadeusza Isakowicza-Zaleskiego, na której zapowiadano złożenie wniosku o unieważnienie dekretu o przyznaniu tytułu Bohatera Ukrainy dla Stepana Bandery.
W 2012 w wyniku nacisków „Swobody” uniemożliwiono niemieckiemu historykowi Grzegorzowi Rossolińskiemu-Liebe wygłoszenie wykładów pt. „Stepan Bandera: życie ukraińskiego rewolucyjnego ultranacjonalisty i pamięć o nim, lata 1909–2009” oraz „OUN-UPA oraz etniczna i polityczna przemoc na zachodniej Ukrainie w latach 1939–1950”. Historyk zaczął odbierać telefony z pogróżkami, a instytucje które wypożyczały pomieszczenia do przeprowadzenia wykładów pod różnymi pretekstami odmówiły udostępnienia sal.
W marcu 2012 roku w Iwano-Frankowsku odbyła się cykliczna (4. z rzędu) konferencja poświęcona nacjonalizmowi ukraińskiemu w kontekście problematyki rewolucji w historii Ukrainy i Europy. Jeden z jej, ówcześnie przewodniczący Iwano-Frankowskiej Rady Obwodowej z ramienia partii Swoboda – Ołeksandr Sycz stwierdził: Celem głównym organizowanych spotkań było sprostowanie sowieckiego pojęcia nacjonalizmu, jako czegoś złego, jak czegoś, co jako ruch polityczny nie może być konstruktywnym przy budowie państwa ukraińskiego. Aby zmienić te stereotypy została zwołana pierwsza konferencja, która ukazała konieczność uczynienia tej konferencji cykliczną. Konferencja została zorganizowana przez: Iwano-Frankowską Radę Obwodową, Podkarpacki Uniwersytet Narodowy im. Wasyla Stefanyka, Iwano-Frankiwski Narodowy Techniczny Uniwersytet Nafty i Gazu, oraz Halickie centrum historyczno-polityczne. W konferencji tej wziął udział także polski dziennikarz internetowy, redaktor „Portalu Spraw Zagranicznych” psz.pl Dariusz Materniak, który wygłosił referat na temat ruchu „Solidarność” dotyczący przemian w Polsce w latach 80. XX wieku jako przykładu pokojowej rewolucji i zmiany systemu politycznego, gospodarczego i społecznego.

### Wypowiedzi
- W 2007 prezydent Ukrainy Wiktor Juszczenko ogłosił podczas wizyty w Izraelu, że UPA nie była zaangażowana w żadne antyżydowskie akcje. W tym samym roku, powołując się na stanowisko Rządowej Komisji, zaprzeczył oskarżeniom o zbrodnie na Polakach.
- Po wyborach w 2010 roku lider partii „Swoboda” – Ołeh Tiahnybok (ukraiński polityk, prawnik i lekarz) w swoim powyborczym wystąpieniu ogłosił, że będzie starał się o rozszerzenie granic państwa ukraińskiego, ponieważ obecne są „niesprawiedliwe”[187].
- W miejscowości Uhorniki 22 sierpnia 2010 roku ukraińskie władze w obecności duchownych greckokatolickich odsłoniły pomnik Stepana Łenkawskiego. W uroczystościach tych uczestniczył aktywnie (obok przedstawicieli ukraińskich władz i duchownych greckokatolickich) Wiktor Anuszkewyczus – ukraiński inżynier i samorządowiec, od 2006 prezydent (mer) Iwano-Frankowska. Podczas tej uroczystości wygłosił przemówienie, w którym padły słowa: Bez takich postaci jak Stepan Łenkawski nie stalibyśmy dziś pod niebiesko-żółtym sztandarem, nie chodzilibyśmy w wyszywanych koszulach do ukraińskiej cerkwi greckokatolickiej. Dzięki takim osobom narodziła się niepodległość Ukrainy[188].
- W 2011 roku w Uhrynowie Starym (podobnie jak i w innym miejscowościach w zachodnich obwodach Ukrainy) odbyły się huczne obchody 102 urodzin Stepana Bandery, w których wzięli udział Ołeksandr Sycz oraz Ołeh Tiahnybok. Podczas uroczystego zebrania w miejscu urodzenia Bandery, Ołeksandr Sycz nazwał region karpacki „banderowską krainą”, a radnych samorządów regionu wzywał do stania się „duchowymi i urzędowymi banderowcami”, natomiast Ołeh Tiahnybok wzywał Ukraińców do narodowej rewolucji słowami: „Tylko narodowa rewolucja jest w stanie zbudować na Ukrainie ustrój społeczny, który będzie odpowiadał większości obywateli kraju”, według niego rewolucja ta musi być „krwawa i bezlitosna w stosunku do wrogów Ukrainy”[189].
- 14 lipca 2013 r., podczas spotkania z wiernymi na modlitwie Anioł Pański papież Franciszek powiedział: „Łączę się w modlitwie z duchowieństwem i wiernymi Kościoła na Ukrainie, zgromadzonymi w katedrze w Łucku na mszy za dusze ofiar w 70. rocznicę rzezi wołyńskiej.[.] Czyny te, podyktowane nacjonalistyczną ideologią w tragicznym kontekście II wojny światowej, spowodowały dziesiątki tysięcy ofiar i zraniły braterstwo dwóch narodów, polskiego i ukraińskiego”[190]

### Organizacje współczesne
Do tradycji i ideologii nacjonalistycznej nawiązywały, lub nawiązują:
- UNA-UNSO (od 1990) – nacjonalistyczna partia ukraińska powstała 30 czerwca 1990 we Lwowie. 22 marca 2014 na zjeździe UNA-UNSO przekształciła się w partię polityczną Prawy Sektor. Jej przewodniczącym został Dmytro Jarosz[191].
- Kongres Ukraińskich Nacjonalistów (od 1992) – utworzony 18 października 1992, a zarejestrowany 26 stycznia 1993 z inicjatywy Sławy Stećko, która była do śmierci przewodniczącą KUN;
- Ogólnoukraińskie Zjednoczenie „Swoboda” – partia działa od 1991 roku, zarejestrowana w 1995 roku. Liderem partii jest Ołeh Tiahnybok;
- Organizacja Ukraińskich Nacjonalistów na Ukrainie (od 1993), obecnie nosi nazwę: Partia polityczna „Organizacja Ukraińskich Nacjonalistów”[192].
- Kijowska Miejska Organizacja OUN (od 1995) – jej przewodniczącym (prowydnykiem) jest Bohdan Czerwak;
- Bractwo – od 5 sierpnia 2004.

Wspólnym mianownikiem tych ugrupowań jest antyrosyjskość i antykomunizm. Opowiadają się za wyłącznym statusem języka ukraińskiego jako urzędowego na Ukrainie, za wystąpieniem Ukrainy z WNP i przeciwko związkom z Federacją Rosyjską, za energetyczną niezależnością Ukrainy od Rosji, odszkodowaniami od Rosji dla ofiar represji w okresie sowieckim, uznaniem wielkiego głodu na Ukrainie za zbrodnię ludobójstwa, przyznaniem statusu kombatantów dla walczących w UPA.

## Literatura w języku polskim
- Tadeusz Dąbkowski, Ukraiński ruch narodowy 1912–1923, Warszawa 1985
- Witalij Masłowśkyj, Z kim i przeciw komu walczyli nacjonaliści ukraińscy w latach II wojny światowej? (przekład z jęz. ukr. Zbigniew Małyszczycki), Wrocław 2001, wyd. Nortom, ISBN 83-85829-63-6. Tytuł oryginalny: Віталій Масловський, З ким i проти кого воювали українські націоналісти в роки Другої світової війни, Москва 1999, ISBN 5-85468-002-5.
- Grzegorz Mazur, Jerzy Skwara, Jerzy Węgierski, Kronika 2350 dni wojny i okupacji Lwowa 1 IX 1939 – 5 II 1946, Katowice 2007, Wyd. Unia Katowice, ISBN 978-83-86250-49-3.
- Grzegorz Motyka, Dariusz Libionka: Antypolska Akcja OUN-UPA 1943–1944. Fakty i interpretacje, Warszawa 2002, wyd. Instytut Pamięci Narodowej (seria Konferencje IPN t.4), ISBN 83-89078-09-0.
- Grzegorz Motyka, Postawy wobec konfliktu polsko-ukraińskiego w latach 1939–1953 w zależności od przynależności etnicznej, państwowej i religijnej w Tygiel narodów. Stosunki społeczne i etniczne na dawnych ziemiach wschodnich Rzeczypospolitej, Krzysztof Jasiewicz (red.), Wyd. Instytut Studiów Politycznych PAN, Oficyna Wydawnicza Rytm, Polonia Aid Foundation Trust, Warszawa/Londyn 2002, ISBN 83-88794-72-8.
- Grzegorz Motyka, Ukraińska partyzantka 1942–1960, Warszawa 2006, Wyd. Instytut Studiów Politycznych PAN, Oficyna Wydawnicza Rytm, ISBN 83-88490-58-3 (ISP PAN), ISBN 83-7399-163-8 (Rytm), ISBN 978-83-88490-58-3.
- Grzegorz Motyka, Od rzezi wołyńskiej do akcji „Wisła”. Konflikt polsko-ukraiński 1943–1947, Wydawnictwo Literackie, Kraków 2011, ISBN 978-83-08-04576-3.
- Wiktor Poliszczuk, Integralny nacjonalizm ukraiński jako odmiana faszyzmu.
- Wiktor Poliszczuk, Pojęcie integralnego nacjonalizmu ukraińskiego.
- Wiktor Poliszczuk, Ideologia nacjonalizmu ukraińskiego według Dmytra Doncowa, Warszawa 1999, ISBN 83-901947-9-1.
- Wiktor Poliszczuk, Nacjonalizm ukraiński w dokumentach.
- Wiktor Poliszczuk, Doktryna D. Doncowa – tekst i analiza.
- Wiktor Poliszczuk, Ludobójstwo nagrodzone. Problem nacjonalizmu ukraińskiego w Polsce w zarysie, Toronto 2003, ISBN 0-9685668-4-7.
- Robert Potocki, Polityka państwa polskiego wobec zagadnienia ukraińskiego w latach 1930–1939, Lublin 2003, wyd. Instytut Europy Środkowo-Wschodniej, ISBN 83-917615-4-1.
- Władysław Siemaszko, Ewa Siemaszko, Ludobójstwo dokonane przez nacjonalistów ukraińskich na ludności polskiej Wołynia 1939–1945, Warszawa: „von borowiecky”, 2000, ISBN 83-87689-34-3, OCLC 749680885.
- Timothy Snyder: Tajna wojna. Henryk Józewski i polsko-sowiecka rozgrywka o Ukrainę. Kraków 2008, Wydawnictwo Znak, ISBN 978-83-240-1033-2.
- Tomasz Stryjek: Ukraińska idea narodowa okresu międzywojennego, Wrocław 2000, Wyd. Funna, ISBN 83-908946-5-3.
- Ryszard Torzecki: Polacy i Ukraińcy. Sprawa ukraińska w czasie II wojny światowej na terenie II Rzeczypospolitej, Warszawa 1993, Wyd. PWN, ISBN 83-01-11126-7.
- Ryszard Torzecki: Kwestia ukraińska w polityce III Rzeszy, 1933–1945, Warszawa, KiW 1972
- Ryszard Torzecki: Kwestia ukraińska w Polsce w latach 1923–1929, Kraków 1989, Wydawnictwo Literackie, ISBN 83-08-01977-3.
- Roman Wysocki: Organizacja Ukraińskich Nacjonalistów w Polsce w latach 1929–1939, Lublin 2003,wyd. Wydawnictwo UMCS, ISBN 83-227-2101-3.
- Serhy Yekelchyk: Ukraina. Narodziny nowoczesnego narodu, Wydawnictwo Uniwersytetu Jagiellońskiego, Kraków 2009, ISBN 978-83-233-2618-2.
- Władysław Żeleński: Zabójstwo ministra Pierackiego [publikacja książkowa], Paryż 1973, Wyd. Instytut Literacki, Biblioteka „Kultury” nr 233; wydanie krajowe: Warszawa 1995; Wyd. Iskry, ISBN 83-207-1500-8.

## Literatura obcojęzyczna
- John Alexander Armstrong, Ukrainian Nationalism, Columbia University Press, 1963.
- Alexander J. Motyl, The turn to the right: the ideological origins and development of Ukrainian nationalism, 1919–1929, Published: Boulder, [Colo.: East European quarterly]; New York: distributed by Columbia University Press, 1980, ISBN 0-914710-58-3.
- Kenneth C. Farmer, Ukrainian nationalism in the post-Stalin era: myth, symbols, and ideology in Soviet nationalities policy, Kluwer Boston, 1980, ISBN 90-247-2401-5.
- Ernst B. Haas, Nationalism, Liberalism, and Progress, Cornell University Press, 1997, ISBN 0-8014-3108-5 (Rozdz. VII: Russia and Ukraine).
- Paul Robert Magocsi, The Roots of Ukrainian Nationalism: Galicia As Ukraine’s Piedmont, University of Toronto Press, 2002, ISBN 0-8020-4738-6.
- І.К. Патриляк (Iwan Patrylak), Військова діяльність ОУН(Б) у 1940–1942 роках., Kijów 2004 Wyd. Київський національний університет імені Тараса Шевченка, Інститут історії України НАН України.
- Ronald Grigor Suny, Revenge of the Past: Nationalism, Revolution, and the Collapse of the Soviet Union, Stanford University Press, 1993, ISBN 0-8047-2247-1.
- Andrew Wilson, Ukrainian Nationalism in the 1990s: A Minority Faith, Cambridge University Press, 1996, ISBN 0-521-57457-9.